# Liste berühmter Bergsteiger
Die Liste berühmter Bergsteiger enthält die Namen, Lebensdaten und größten Leistungen von berühmten oder in besonderem Maße erfolgreichen (männlichen oder weiblichen) Bergsteigern.
Bei den Männern werden teils klassische Hochtouren-Bergsteiger aufgeführt, teils moderne Allround-Alpinisten, die im Fels-, Eis-, Wasserfall-, Bigwall- und Free-Solo-Klettern oder im Höhenbergsteigen aktiv sind, manchmal auch Personen, die nur durch eine einzige Erstbesteigung überhaupt aufgefallen sind. Die Grenze zwischen Bergsteigern und reinen Kletterern ist dabei oft schwer zu ziehen. Tritt ein Sportkletterer auch in der alpinen Szene nennenswert in Erscheinung, wird er hier aufgeführt; für reine Sportkletterer oder Boulderer siehe die Liste bekannter Sportkletterer.
Weiterhin enthält diese Liste alle im weitesten Sinne berühmten, bekannten oder erfolgreichen Alpinistinnen und Bergsteigerinnen. Die Dokumentation weiblicher Leistungen ist lückenhaft, da Frauen am Berg und in Seilschaften gemieden wurden und weibliche Leistungen am Berg oft nicht anerkannt wurden. So verweigerte z. B. der Alpine Club die Aufzeichnung weiblicher Begehungen. Daher ist die Zahl der berühmten Bergsteigerinnen eher kurz, vor allem in der Frühzeit des Bergsteigens fehlen die Belege. In diesem Abschnitt werden Bergsteigerinnen, Höhenbergsteigerinnen, Bigwall-Kletterinnen und Erstbegeherinnen in Fels und Eis genannt. Reine Sportkletterinnen und Boulderinnen sind in der Liste bekannter Sportkletterinnen genannt.

## Inhaltsverzeichnis
1 Die bedeutendsten Bergsteiger

2 Chronologische Auflistung

2.1 Männer
Geboren bis 1800 ·
1801–1850 ·
1851–1880 ·
1881–1890 ·
1891–1900

1901–1910 ·
1911–1920 ·
1921–1930 ·
1931–1940 ·
1941–1950

1951–1960 ·
1961–1970 ·
1971–1980 ·
1981–1990
2.2 Frauen
Geboren vor 1800 ·
1800–1899 ·
1900–1950 ·
ab 1950
3  Alphabetische Auflistung (Männer und Frauen)
A B C D E F G H I J K L M N O P Q R S T U V W X Y Z
4 Siehe auch

5 Quellen und Weblinks

## Die bedeutendsten Bergsteiger
Es ist schwierig, objektive Aussagen darüber zu treffen, welche Bergsteiger die bedeutendsten waren, denn oftmals stehen bahnbrechende Einzelleistungen ganzen Laufbahnen gegenüber, die in ihrer Gesamtheit außergewöhnlich sind. Des Weiteren ist es schwer, die unterschiedlichen Voraussetzungen des Bergsteigens in den einzelnen Epochen sinnvoll gegeneinander abzuwägen. Sinnvoll ist es, von „besten Bergsteigern ihrer Zeit“ zu sprechen, die in ihrem je eigenen alpinhistorischen (und oft auch geographischen) Kontext ihrer Zeit voraus waren. Die Berühmtheit eines Bergsteigers hängt in entscheidendem Maße davon ab, wie sehr er sich vermarktet und sich beispielsweise mit Buchpublikationen einer breiteren Leserschaft präsentiert.
Reinhold Messner (* 1944), gilt als kompletter Alpinist, der sowohl im Felsklettern, klassischen Bergsteigen und Höhenbergsteigen Pionierleistungen vollbrachte und sich mit zahllosen Veröffentlichungen, Büchern und Vorträgen auch außerhalb der Kletterszene sehr bekannt gemacht hat. Zu den besten Bergsteigern oder Kletterern ihrer jeweiligen Zeit zählten Paul Preuß (1886–1913), Ludwig Purtschneller (1849–1900), Angelo Dibona (1879–1956), George Mallory (1886–1924), Emilio Comici (1901–1940), Anderl Heckmair (1906–2005), Heinrich Harrer (1912–2006), Peter Habeler (* 1942) und Jean-Christophe Lafaille (1965–2006).
Frühe Pionierinnen am Fels waren Meta Brevoort (1825–1876), Lucy Walker (1836–1916), Isabella Straton (1850–1918) und Beatrice Tomasson (1859–1947), denen unter schwierigen Bedingungen Erstbegehungen wesentlicher Gipfel in den Alpen gelang. Hettie Dyhrenfurth (1892–1972) stellte am Sia Kangri (7315 m) einen Höhenrekord auf. Jeanne Immink (1853–1929) war die Erste für die der Weg und nicht der Gipfel zählte.
Wollte man mehrere „beste Bergsteiger“ aufzählen, müssten die Namen von Hermann Buhl (1924–1957) und Walter Bonatti (1930–2011) fallen, die vor allem im Felsklettern, aber auch im Höhenbergsteigen Außergewöhnliches leisteten. Alexander Huber (* 1968) befindet sich noch in seiner aktiven Zeit, ist aber schon heute zu den ganz Großen zu zählen.
Der Vorstoß in den VI. Grad gelang Bergsteigerinnen wie der legendären Paula Wiesinger (1907–2001), Loulou Boulaz (1908–1991), Yvette Vaucher (1929–2023), Betty Favre (1918–1977) oder Simone Badier (1936–2022), die in ihrer Zeit neue Maßstäbe setzten.
In den erweiterten Kreis gehören auch Gaston Rébuffat (1921–1985), Kurt Diemberger (* 1932), Chris Bonington (* 1934), Doug Scott (1941–2020), Hans Kammerlander (* 1956) und Thomas Huber (* 1966). Gerade die letzten Jahrzehnte haben eine Fülle von Bergsteigern hervorgebracht, die in den höchsten Schwierigkeitsgraden klettern, weswegen es immer schwerer fällt, die „Besten“ ausfindig zu machen.
Bei dem Bergsteigen in extremen Höhen machten sich Junko Tabei (1939–2016), Oh Eun-sun (* 1966), Gerlinde Kaltenbrunner (* 1970) (bestieg alle Achttausender ohne zusätzlichen Sauerstoff) und Edurne Pasaban (* 1973) einen Namen. Wanda Rutkiewicz (1943–1992) und Nives Meroi (* 1961) erzielten Rekorde.
Im Felsklettern war es Lynn Hill (* 1961), die im Big-Wall-Klettern am El Capitain neue Maßstäbe setzte und Catherine Destivelle (* 1960), die Solo durch vier große Alpenwände stieg.

## Chronologische Auflistung

### Männer

#### Geboren bis 1800

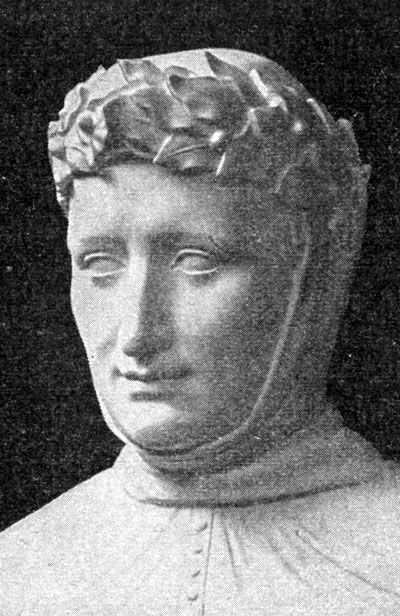
Francesco Petrarca, der erste Bergsteiger der Geschichte?

- Francesco Petrarca (1304–1374) – Erstbesteiger des Mont Ventoux (1336), erste dokumentierte Bergbesteigung aus alpinistischen Motiven überhaupt.
- Bonifacio Rotario d'Asti (?) – Bestieg 1358 den Rocciamelone als Erster.
- Antoine de Ville (1450[2] –1504) – Bestieg 1492 den Mont Aiguille als Erster, womit zum ersten Mal überhaupt eine offizielle Besteigung eines schwierigen Berges durchgeführt wurde; dies gilt neben Francesco Petrarcas Besteigung des Mont Ventoux als Geburtsstunde des Alpinismus.
- Francesco De Marchi (1504–1576) – Erstbesteiger des Corno Grande, höchster Gipfel des Gran Sasso-Massivs (1573)
- Pfarrer Bickel (um 1625) – Erstbesteiger des Großen Widdersteins (1669), anderen Quellen zufolge (1664).
- Michel-Gabriel Paccard (1757–1827) – Erstbesteiger des Mont Blanc (1786).
- Jacques Balmat (1762–1834) – Erstbesteiger des Mont Blanc (1786).
- Josef Pichler (1765–1854) – Erstbesteiger des Ortlers.
- Valentin Stanič (1774–1847) – Erstbesteiger des Watzmann (1800).
- Karl Thurwieser (1789–1865) – Erstbesteiger einiger Gipfel, z. B. des Dachsteins.
- Josef Naus (1793–1871) – Führte die erste historisch gesicherte Besteigung der Zugspitze durch (1820).
- Francesco Lacedelli (1796–1886) – Erster Bergführer von Paul Grohmann in den Dolomiten.

#### Geboren 1801–1850

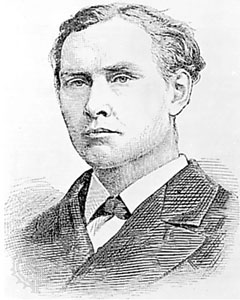
Edward Whymper, der Erstbesteiger des Matterhorns

- Gottlieb Samuel Studer (1804–1890) – Erstbesteiger mehrerer Alpengipfel.
- Josef Maria Tresch-Exer (1818–1886) – Erstbesteiger mehrerer Urner Dreitausender.
- John Tyndall (1820–1893) – Erstbesteiger des Weißhorns (1861).
- Franz Josef Lochmatter (1825–1897) – Er führte den ersten alpinen Eispickel in der Schweiz ein.
- Christian Almer (1826–1898) – Erstersteiger einiger Westalpen-Gipfel, z. B. Mönch (1857), Eiger (1858), Barre des Écrins (1864).
- Hermann von Schlagintweit (1826–1882) – Zusammen mit Adolph und Robert, die den Höhenrekord ihrer Zeit hielten (6785 m am Kamet), als Gebrüder Schlagintweit bekannt.
- Melchior Anderegg (1828–1914) – Bergführerlegende, Erstbesteiger einiger hoher Alpengipfel, z. B. Alphubel, Monte Disgrazia, Grandes Jorasses.
- Josef Anton Specht (1828–1894), Erstbesteiger einiger Ostalpen-Gipfel, z. B. Zuckerhütl (1862) und Piz Buin (1865).
- Johannes Zumtaugwald (1826–1900)[3] Erstbesteiger von Dom (1858), Rimpfischhorn (1859) und Täschhorn (1862).
- Michel Auguste Croz (1830–1865) – Bergführerlegende, zahlreiche Erstbesteigungen z. B. Monte Viso (1861), Barre des Écrins (1864) und Matterhorn (1865).
- Santo Siorpaes (1832–1900) – Bergführerlegende, über 20 Erstbesteigungen in den Dolomiten, z. B. Cimon della Pala, Hohe Gaisl
- Leslie Stephen (1832–1904) – Erstbesteiger einiger hoher Alpengipfel, z. B. Bietschhorn, Zinalrothorn.
- Peter Knubel (1832–1919) – Erstbesteiger des 5642 m hohen Elbrus im Kaukasus im Jahre 1874.
- Josef Marie Lochmatter (1833–1882) – Spätestens mit der Zweitbesteigung des Hörnligrats im Jahre 1868 galt er als große Autorität am Matterhorn.
- Stephan Steinberger (1833–1905) – 1854: Erster bekannter Alleingang auf den Großglockner und Erstbesteigung der Königspitze im Alleingang.
- Johann Grill (1835–1917) – Erstbesteiger des Pflerscher Tribulaun (1874), Erstdurchsteiger der Watzmann-Ostwand (1881).
- Paul Grohmann (1838–1908) – Erstbesteiger einiger prominenter Alpengipfel, z. B. Marmolada (1864), Olperer (1867), Langkofel (1869), Große Zinne (1869).

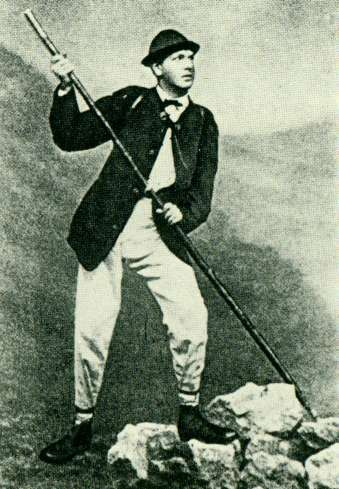
Hermann von Barth, der große Erschließer der Nördlichen Kalkalpen

- Jean-Estéril Charlet-Straton (1840–1925) – Erste Winterbesteigung des Mont Blanc (1876); Erstbesteiger des Petit Dru (1879).
- Paul Güßfeldt (1840–1920) – Erstbesteiger des Piz Scerscen (1877); stand als erster Deutscher 1868 auf dem Matterhorn; vollbrachte 1891 die erste Winterbesteigung der Grandes Jorasses; bestieg bereits 1882 den Aconcagua bis 6400 m Höhe und war Begleiter von Kaiser Wilhelm II.
- Julius Pock (1840–1911) – Erschließer des Karwendels und der Stubaier Alpen.
- Edward Whymper (1840–1911) – Erstbesteiger der Barre des Écrins (1864), der Aiguille Verte und des Matterhorns (1865).
- Josef Imboden (1840–1925) – Erstbesteiger des 6058 m hohen Khanla Kang in der Kangchenjunga-Gruppe des Himalajas im Jahre 1883.
- Theodor Harpprecht (1841–1885) – Erstbesteiger u. a. der Thurwieserspitze.
- Julius von Payer (1841–1915) – Erstbesteiger des Adamello (1864) und einiger Gipfel in der Ortler-Gruppe.
- Johann Santner (1840–1912) – Erstbesteiger der Santnerspitze (1888), zahlreiche weitere Erstbegehungen.
- Gottfried Merzbacher (1843–1926) – Erstbesteiger des Totenkirchls und etlicher Hochgipfel des Kaukasus, forschte im Karakorum und Tian Shan.
- Alois Pollinger (1844–1910) – Erfinder der Abseiltechnik mit doppeltem Seil.
- Hermann von Barth (1845–1876) – „Entdecker“ und Erschließer der Nördlichen Kalkalpen, zahlreiche Erstbesteigungen im Karwendel und im Wetterstein.
- Alfred Graf von Pallavicini (1848–1886) – Erstbegeher der berühmten Pallavicinirinne am Großglockner (1876).
- Edward Theodore Compton (1849–1921) – Maler und Bergsteiger, erste direkte Besteigung der Zugspitze aus dem Höllental (1878), Erstbesteiger des Torre di Brenta (1882), der Cima Brenta Bassa (1883) und des Großen Fermeda (1887).
- Ludwig Purtscheller (1849–1900) – Erstbesteiger des Kilimandscharo (1889), Besteiger von über 1700 Alpengipfeln.
- Alois Ennemoser ? Erstbesteiger einiger Gipfel der Ötztaler Alpen, z. B. Watzespitze (1869).
- W. A. B. Coolidge (1850–1926) – über 1000 Gipfelbesteigungen in den Alpen.

#### Geboren 1851–1880

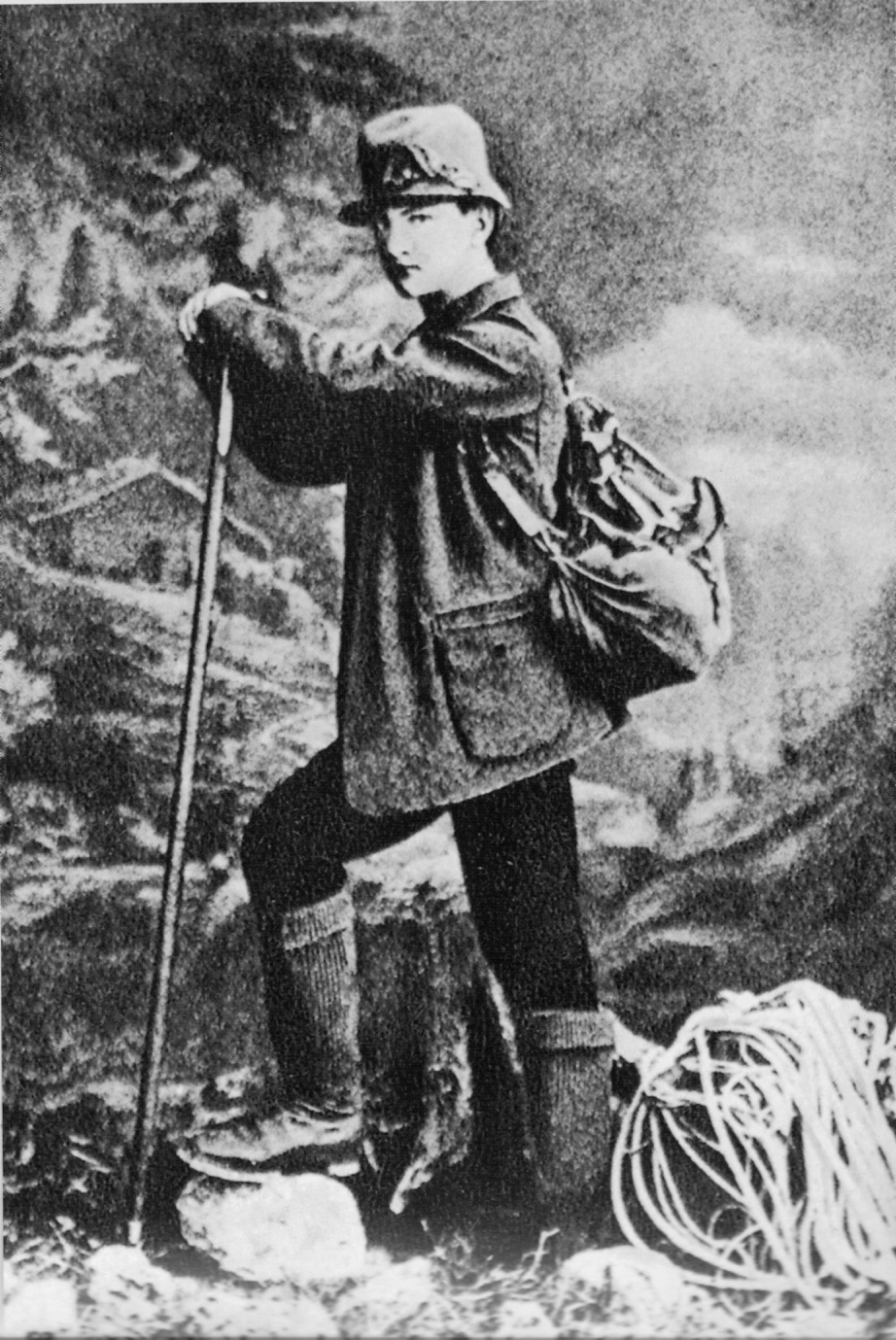
Georg Winkler, Erstbesteiger des Winklerturms

- Albert Mummery (1855–1895) – „Führerloser“ Bergsteiger, dem schwierige Touren in den Alpen gelangen; versuchte als einer der Ersten überhaupt eine Achttausender-Besteigung durchzuführen und kam dabei 1895 am Nanga Parbat ums Leben.
- Matthias Zurbriggen (1856–1917) – Bergführer, zwischenzeitlicher Höhenrekord mit 6890 m im Karakorum, Erstbesteiger des Aconcagua (1897).
- Karl Blodig (1859–1956) – Erster Bergsteiger, der nach seiner Zählart alle Viertausender bzw. 68 Viertausender der Alpen bestieg[4].

- Oscar Eckenstein (1859–1921) – Erfinder des zehnzackigen Steigeisens und der damit verbundenen Eckensteintechnik. Stellte 1902 einen neuen Höhenrekord von 6600 Meter am K2 auf.
- Vittorio Sella (1859–1943) – Erste Winterüberschreitungen des Matterhorns (1882), der Dufourspitze (1884) und des Mont Blanc (1888).
- Emil Zsigmondy (1861–1885) – Gefährte von Ludwig Purtscheller, führte mit diesem die erste Längsüberschreitung der Meije durch (1885).
- Eugen Guido Lammer (1863–1945) – Bahnbrecher des führerlosen Bergsteigens, Schriftsteller.
- Ludwig Norman-Neruda (1864–1898) – Erstbesteigungen in der Berninagruppe, im Wallis und Palagruppe, Namensgeber einer Nordostwandroute am Liskamm.
- César Ollier (1865–1930) – Einer der Erstbesteiger des Mount Kenia (1899); einer der Erstbegeher der Peutereygrates (1893)
- Luigi Rizzi (1869–1949) – Durchstieg zusammen mit Angelo Dibona als Erster die Laliderer-Nordwand (1911) und die Meije-Südwand (1912).

- Georg Winkler (1869–1888) – Im jugendlichen Alter von nicht einmal 19 Jahren am Weisshorn verschollener Spitzenkletterer, Erstbesteiger des Winklerturms im Rosengarten.
- Sepp Huber (1871–1952), Pionier der alpinistischen Erschließung im Toten Gebirge.
- Josef Lochmatter (1872–1915) – 1900 Skiexpedition nach Norwegen, Wintererstbesteiger des Weisshorns (4505 m) am 10. Januar 1902 und des Matterhorns (4478 m) über den Hörnligrat am 31. Januar 1911.[5]
- Hans Pfann (1873–1958) – zahlreiche Erstbegehungen z. B. Fleischbank Nordgrat (1898), erstieg 132 Viertausender, Erstüberschreitung beider Uschba-Gipfel 1903, Erstbesteiger des Illampú 1928, im Alter von 82 Jahren ging er noch auf den Piz Palü. An ihn erinnern die Pointe Pfann im Montblancgebiet und der Pfannkamin am Totenkirchl.
- Oscar Schuster (1873–1917) – Pionier aus der Sächsischen Schweiz und Erstbesteiger des Uschba-Südgipfels im Kaukasus, der 1903 als schwierigster Berg der Welt galt.
- Otto Ampferer (1875–1947) – Erstbegehung des Schlüsselkarspitze-Westgrats (1898), Erstbesteigung des Campanile Basso (1899), Erstbegehung des Habicht-Nordgrats (1901).
- Angelo Dibona (1879–1956) – Südtiroler Bergführer, zwischenzeitlich einer der besten Kletterer überhaupt, Namensgeber der Dibonakante an der Großen Zinne.Otto Hahn, 1938

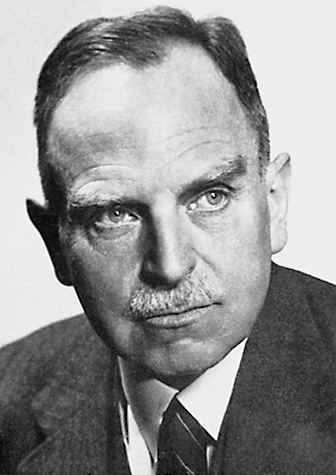
Otto Hahn, 1938

- Otto Hahn (1879–1968) – Kernphysiker, Pionier der Radiochemie, Nobelpreisträger und passionierter Bergsteiger, der von 1907 bis 1943 führerlos zahlreiche Viertausender (unter anderem Matterhorn, Mönch, Jungfrau, Finsteraarhorn, Dent Blanche, Allalinhorn, Südlenzspitze, Nadelgrat) sowie viele andere (zum Beispiel Großglockner, Drei Zinnen) bestieg. Träger des „Goldenen Edelweiss“ des Deutschen Alpenvereins (DAV).[6]
- Gustav Jahn (1879–1919) – Wiener Bergsteiger und Alpenmaler, Gesäuse- und Dolomitenpionier.
- Giovanni „Tita“ Piaz (1879–1948) – Kletterlegende aus den Dolomiten, Erfinder der Piaztechnik.
- Adolf Schulze (1880–1971) – „Uschba-Schulze“, Erstbesteiger des Uschba-Südgipfels im Kaukasus, der 1903 als schwierigster Berg der Welt galt.

#### Geboren 1881–1890
- Josef Knubel (1881–1961) – 1917 erste Skibesteigung des 4545 m hohen Dom.
- Rudl Eller (1882–1977)[7] – Erstbegeher der Dibonakante an der Großen Zinne (1908).
- Hans Fiechtl (1884–1925) – Erfinder des aus einem Stück geschmiedeten Felshakens, zusammen mit Otto Herzog Erstbegeher der Schüsselkarspitze-Südwand (V+, 1913).
- Konrad Kain (1883–1934) – zahlreiche Erstbesteigungen, z. B. Mount Robson (1913).
- Rudolf Kauschka (1883–1960) – Ab 1904 Erstbesteiger mehrerer Böhmischer Gipfel.
- Oliver Perry-Smith (1884–1969) – Erstbesteigungen als Kletterer in der Sächsischen Schweiz, „Fehrmannverschneidung“ (V−) am Campanile Basso (1908).
- Günter Dyhrenfurth (1886–1975) – Himalaya-Experte und Expeditionsleiter, zahlreiche Erstbegehungen in europäischen Gebirgen.
- Rudolf Fehrmann (1886–1948) – Kletterer und Erstbegeher von Routen in der Sächsischen Schweiz und in den Dolomiten.
- George Mallory (1886–1924) – Bergsteiger-Pionier am Mount Everest, Teilnehmer an mehreren Expeditionen, kam bei seinem Besteigungsversuch 1924 ums Leben.
- Erwin Merlet (1886–1939) – Erschließer der Palagruppe und Bergmaler.
- Paul Preuß (1886–1913) – Freikletterpionier, bestieg trotz seines kurzen Lebens mehr als 1200 Gipfel, lehnte Sicherungsmethoden und das Abseilen ab.
- Emanuel Strubich (1887–1922) – Zahlreiche schwere Erstbegehungen in der Sächsischen Schweiz und den Alpen.
- Otto Herzog (1888–1964) – Kletterer und Pionier des VI. Grades, zahlreiche Erstbegehungen, Namensgeber der Herzogkante an der Lalidererspitze im Karwendel, erste bergsteigerische Benützung des Karabiners und des Seilquerganges.
- Arnold Lunn (1888–1974) – 1917 erste Skibesteigung des Dom, 1920 erste Traversierung des Bisjochs mit Ski, 1947 erste Besteigung des Eiger mit Ski.
- Wilhelm von Redwitz (1888–1949) – unternahm mehrere Erstbegehungen, so die dir. Westwand des Totenkirchl (1913), die Südwand des Musterstein (1920) und den Südwandsockel der Großen Zinne (1929).
- Emil Solleder (1899–1931) – Extremkletterer, führte an der Civetta-Nordwestwand den VI. Grad ein (1925).

#### Geboren 1891–1900
- Hans Dülfer (1892–1915) – Kletterpionier, führte schwierigste Erstbegehungen v. a. im Wilden Kaiser durch, z. B. „Dülfer-Riss der Fleischbank“ im Alleingang (1913).
- Luis Trenker (1892–1990) – Bergführer, Heimat- und Bergfilmmacher („Der Kampf ums Matterhorn“, 1928), Schriftsteller.
- Alfred Horeschowsky (1895–1987) – Erstbesteiger des Illampú (6368 m) im Jahre 1928; 1923 erste Solo-Begehung der Pallavicinirinne am Großglockner.
- Paul Bauer (1896–1990) – Leiter des Fachamtes für Bergsteigen und Wandern im Deutschen Reichsbund für Leibesübungen und der Deutschen Himalaya-Stiftung; Organisator der Rettungsexpedition zur Deutschen Nanga-Parbat-Expedition 1937.
- Karl Prusik (1896–1961) – Erfinder des Prusik-Knotens, zweifacher Präsident des österreichischen Alpenvereins, führte auch einige Erstbegehungen durch.
- Peter Aufschnaiter (1899–1973) – Expeditionsleiter 1939 am Nanga Parbat, Flucht mit Heinrich Harrer nach Tibet.
- Gunther Langes (1899–1972) – Erschließer der Palagruppe und Autor von Kletterführern.
- Willo Welzenbach (1899–1934) – Erstklassiger Eiskletterer, 36 Erstbegehungen in den Alpen, z. B. die Nordwand des Großen Wiesbachhorns, bei der zum ersten Mal ein Eishaken zum Einsatz kam; starb im Zuge der Deutschen Nanga-Parbat-Expedition 1934.
- Angelo Dimai (1900–1985) – Extremkletterer, Erstdurchsteiger der Große-Zinne-Nordwand (1933).
- Ulrich Inderbinen (1900–2004) – Bergführerlegende aus Zermatt, bestieg 371 Mal das Matterhorn, zuletzt im Alter von 90 Jahren.
- Willy Merkl (1900–1934) – Viele extreme Ostalpen-Touren; Teilnehmer der ersten (1932) und Leiter der zweiten deutschen Nanga-Parbat-Expedition (1934), kam dort ums Leben.
- Fritz Wiessner (1900–1988) – Führte in den 1920er-Jahren viele extreme Ostalpen-Touren durch; Erstbesteiger des Mount Waddington (1936) und erste freie Besteigung des Devils Tower (1937). Als Expeditionsleiter 1939 nur knapp unter dem Gipfel des K2 gescheitert.

#### Geboren 1901–1910
- Emilio Comici (1901–1940) – Extremkletterer, Erstbegeher der Große-Zinne-Nordwand (1933), einer der ersten Kletterer im VI. Grad überhaupt.
- Josef Aschauer (1902–1995) – Berchtesgadener Kletterer mit vielen Erstbegehungen vor allem in den 1920er Jahren am Watzmann und am Hohen Göll, Bergretter, Skifahrer und Skispringer.
- Peter Aschenbrenner (1902–1998) – Extremer Allroundbergsteiger mit über 2400 Gipfelbesteigungen und einigen Erstbegehungen, Zweitdurchsteiger der Große-Zinne-Nordwand (1933), Teilnehmer an drei Nanga-Parbat-Expeditionen.
- Andrew Irvine (1902–1924) – Bergsteiger-Pionier am Mount Everest, kam bei seinem Besteigungsversuch 1924 ums Leben.
- Uli Wieland (1902–1934) – Teilnehmer an der Deutschen Nanga-Parbat-Expedition 1934 und kam bei dieser ums Leben.
- Giuseppe Dimai (1903–1946) – Extremkletterer, Erstdurchsteiger der Große-Zinne-Nordwand (1933).
- Franz Xaver Schmid (1905–1992) – Zusammen mit seinem Bruder Toni Erstdurchsteiger der Matterhorn-Nordwand (1931), Heeresbergführer.
- Matthias Auckenthaler (1906–1936) – Tiroler Kletterpionier, Erstdurchsteiger von Direkter Furchetta-Nordwand, Lafatscherverschneidung und Lalidererspitze-Nordwand.
- Willy Häntzschel (1906–1993) – Erstbegeher schwerer Wege in der Sächsischen Schweiz.
- Anderl Heckmair (1906–2005) – Erstdurchsteiger der Eiger-Nordwand 1938.
- Marcel Ichac (1906–1994) – Karakorum (1936), Annapurna (1950), französischer Filmregisseur, Bergsteiger und Pionier des Bergfilms.
- Walter Pause (1907–1988) – Extremer klassischer Bergsteiger; Autor des berühmten Buches „Im extremen Fels“.
- Hans Steger (1907–1989) – wesentliche Erstbesteigungen in den Dolomiten zusammen mit Paula Wiesinger
- Hans Ertl (1908–2000) – Erstdurchsteigung der Königspitze-Nordwand (1930); Erstdurchsteigung der Ortler-Nordwand (1931); Erstbesteigung des Sia Kangri im Karakorum (1934).
- Leo Maduschka (1908–1932) – Der Münchener Spitzenkletterer war in seinem kurzen Leben auch literarisch aktiv. Erfror im Wettersturz in der Civetta-Nordwestwand.
- Raffaele Carlesso (1908–2000) – Erstbegeher der Torre Trieste-Südwand
- Riccardo Cassin (1909–2009) – Extremkletterer mit ca. 2500 Besteigungen in zahlreichen Ländern, davon mehr als 100 Erstbegehungen oder Erstbesteigungen, z. B. Mount-McKinley-Südwand (1961).
- Giusto Gervasutti (1909–1946) – Brach mit zwei gebrochenen Rippen und drei losen Zähnen zur Erstdurchsteigung der Nordwestwand der Ailefroide im Écrins-Massiv auf.
- Günther Hepp (1909–1937) – Mit der deutschen Himalaya-Expedition 1936 Erstbesteigung des Simon 6545 m, des Nepal Peak 7100 m, des Siniolchu 6897 m. Starb durch eine Eislawine bei der Himalaya-Expedition 1937 am Nanga Parbat in 6200 m Höhe. Wirkte als Kameramann am Dokumentarfilm „Kampf um den Himalaya“ mit.
- Vinzenz Peristi (1909–1943) – mehrere Erstbegehungen in den Dolomiten zusammen mit Batista Vinatzer.
- Toni Schmid (1909–1932) – Zusammen mit seinem Bruder Franz Erstdurchsteiger der Matterhorn-Nordwand (1931), kam 1932 am Wiesbachhorn ums Leben.
- Fritz Kasparek (1910–1954) – 1. Winterbegehung der Große-Zinne-Nordwand (1938), zugleich 1. Winterbegehung im VI. Grad überhaupt, Erstdurchsteiger der Eiger-Nordwand (1938).

#### Geboren 1911–1920
- Hias Rebitsch (1911–1990) – Extremkletterer und Freikletterpionier, nahm 1938 an der Nanga-Parbat-Expedition teil, eröffnete zahlreiche Kletterrouten im VI. Grad.
- Ludwig Vörg (1911–1941) – Erster erfolgreicher Rückzug nach 100 Stunden zusammen mit Matthias Rebitsch aus der Eiger-Nordwand (1937), Erstdurchsteiger der Eiger-Nordwand (1938).
- Heinrich Harrer (1912–2006) – Erstdurchsteiger der Eiger-Nordwand (1938), verbrachte sieben Jahre in Tibet als Lehrer des Dalai Lama, Erstbesteiger der Carstensz-Pyramide (1962), viele weitere (Forschungs-)Expeditionen in aller Welt.
- Pasang Dawa Lama (1912–1982) – Erreichte 1939 fast den Gipfel des K2, bestieg erstmals den Cho Oyu (1954).
- Herbert Tichy (1912–1987) – Pilgerte in Verkleidung zum Kailash (1935), bestieg den Cho Oyu als Erster (1954).
- Batista Vinatzer (1912–1993) – Berühmter Dolomitenkletterer; u. a. 1932 die Furchetta-Nordwand (VI), 1933 den Stevia-Riss (frei VII) und 1936 die Marmolada-Südwand mit Ettore Castiglioni (VI+).
- Charles Houston (1913–2009) – Pionier auf dem Gebiet der Höhenmedizin
- Toni Kurz (1913–1936) – Berchtesgadener Spitzenkletterer, kam 1936 in der Eiger-Nordwand ums Leben.

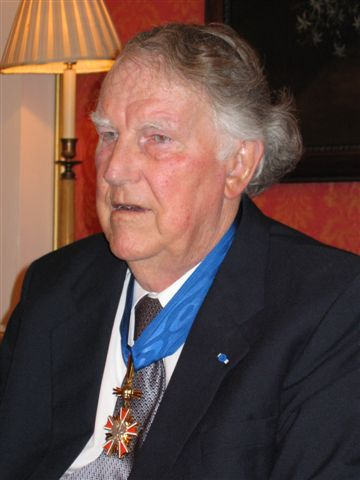
Edmund Hillary, der Erstbesteiger des Mount Everest

- Rudolf Peters (1913–2008) – erste Durchsteigung der Grandes-Jorasses-Nordwand (1935).[8]
- Achille Compagnoni (1914–2009) – Erstbesteiger des K2 (1954).
- Anderl Hinterstoißer (1914–1936) – Berchtesgadener Spitzenkletterer, kam 1936 in der Eiger-Nordwand ums Leben.
- Tenzing Norgay Sherpa (1914–1986) – Erstbesteiger des Mount Everest (1953).
- Lutz Chicken (1915–2011) – Teilnehmer an der Nanga-Parbat-Expedition 1939 und Bergkamerad von Heinrich Harrer und Peter Aufschnaiter.
- Guido Magnone (1917–2012) – Durchstieg die Piz-Badile-Nordwand (1948), die Eiger-Nordwand (1952) und zum ersten Mal die Westwand der Drus (1952), Erstbesteiger des Fitz Roy (1952).
- Maurice Herzog (1919–2012) – War zusammen mit Louis Lachenal der erste Mensch, der auf dem Gipfel eines Achttausenders stand (Annapurna, 1950).
- Edmund Hillary (1919–2008) – Erstbesteiger des Mount Everest (1953).

#### Geboren 1921–1930
- Louis Lachenal (1921–1955) – War zusammen mit Maurice Herzog der erste Mensch, der auf dem Gipfel eines Achttausenders stand (Annapurna 1950).
- Gaston Rébuffat (1921–1985) – Einer der besten Bergsteiger der Nachkriegszeit; schaffte die 2. Begehung des Walkerpfeilers (1945), nahm an der erfolgreichen Annapurna-Expedition teil (1950), durchstieg als Erster alle sechs großen Nordwände der Alpen.
- Lionel Terray (1921–1965) – Einer der größten französischen Bergsteiger; durchstieg die Grandes-Jorasses-Nordwand (1946), zusammen mit Louis Lachenal, Zweitbegeher der Eiger-Nordwand (1947), nahm an der erfolgreichen Annapurna-Expedition teil (1950), bestieg als Erster den Fitz Roy (1952) und den Makalu (1955)
- Fritz Moravec (1922–1997) – Zusammen mit Josef Larch und Johann Willenpart Erstbesteiger des Gasherbrum II (1956), mehrfacher Buchautor.
- Jean Couzy (1923–1958) – Teilnehmer der Expedition, die den ersten Achttausender bestieg (Annapurna 1950), zusammen mit Lionel Terray Erstbesteiger des Makalu (1955).
- Sepp Jöchler (1923–1994) – Führte die achte Begehung der Eiger-Nordwand durch (1952), bestieg zusammen mit Herbert Tichy und Pasang Dawa Lama den Cho Oyu als Erster (1954).
- Georges Livanos (1923–2007) – eröffnete etwa 500 Routen im Massif des Calanques, 40 in den Dolomiten und 20 in den Westalpen.
- Karl Lukan (1923–2014) – Vorzüglicher Bergsteiger und Alpenkenner, der ein großes publizistisches Werk hinterlassen hat.
- Marcel Rémy (1923–2022) – war vermutlich der älteste aktive Kletterer
- Hermann Buhl (1924–1957) – Durchstieg die Piz-Badile-Nordostwand als erster Alleingänger (1952), durchstieg die Watzmann-Ostwand solo in einer Winternacht (1953), bestieg zwei Achttausender als Erster (Nanga Parbat 1953, im Alleingang, Broad Peak 1957).
- Alois Strickler (1924–2019) – der erste Schweizer Bergsteiger der alle sechs großen Nordwände der Alpen bestieg. Dabei handelt es sich um die Nordwände von Eiger, Grandes Jorasses, Matterhorn, Petit Dru, Piz Badile und der Großen Zinne.
- Ludwig Graßler (1925–2019) – Erfinder und erster Begeher der Alpenüberquerung Traumpfad München-Venedig von München nach Venedig (1974).
- Lino Lacedelli (1925–2009) – Erstbesteiger des K2 (1954).
- Marcus Schmuck (1925–2005) – Extreme Klettereien in den Alpen (Laliderer-Nordwand, Dru-Westwand), Erstbesteiger des Broad Peak (1957), Leiter diverser Expeditionen.
- Armando Aste (1926–2017) – Leitete die erste italienische Winterbegehung der Eiger-Nordwand (1962), bestieg den südlichen Turm der Torres del Paine als Erster, schrieb mehrere Bücher.
- Toni Egger (1926–1959) – Hervorragender Fels- und Eiskletterer der 1950er-Jahre, führte evtl. die umstrittene Erstbesteigung des Cerro Torre zusammen mit Cesare Maestri durch (1959), bei der er im Abstieg ums Leben kam.
- Willi Unsoeld (1926–1979) – Bestieg zusammen mit Tom Hornbein als erster Amerikaner den Mount Everest über den schwierigen Westgrat (1963), bestieg über 200 Mal den Mount Rainier.

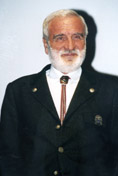
Cesare Maestri konnte in den 1950er Jahren den VI. Grad abklettern

- Heinrich Roiss (1927–1959) – Bestieg schwierigste Wände in den Dolomiten und Nordtiroler Alpen, Mitglied der Gasherbrum-Expedition (1956), Erstbesteiger des Haramosh (1958).
- Pete Schoening (1927–2004) – Rettete am K2 fünf Bergsteigern das Leben (1953), bestieg mit Tony Kaufman den Gasherbrum I als Erster (1958), bestieg den Mount Vinson als Erster (1966).
- Fritz Wintersteller (1927–2018) – Führte zahlreiche Erstbegehungen durch, bestieg den Broad Peak zusammen mit Hermann Buhl, Kurt Diemberger und Marcus Schmuck als Erster (1957), bestieg alle Viertausender der Alpen.
- Erich Vanis (1928–2004) – Neunte Besteigung der Eiger-Nordwand (1952), Teilnahme an drei Achttausender-Expeditionen, bestieg Mount McKinley und Aconcagua.
- Richard „Dick“ Bass (1929–2015) – Bestieg als Erster die Seven Summits nach der Mount-Kosciuszko-Version.
- Peter Diener (* 1929), einziger deutscher Erstbesteiger eines Achttausenders (Dhaulagiri 1960)
- Cesare Maestri (1929–2021) – Extremer Felskletterer der 1950er Jahre, kletterte den VI. Grad ab; umstrittene Erstbesteigung des Cerro Torre zusammen mit Toni Egger (1959); bohrte sich 1970 mit Gewalt auf selbigen Gipfel hinauf.
- Jim Whittaker (* 1929) – Bestieg als erster Amerikaner den Mount Everest (1963). Erstbesteigung des Mount Kennedy (1965). Leiter der Expedition zum K2, die die erste Besteigung durch Bergsteiger der USA ermöglichte (1978), Leiter des Everest Peace Climb (1990).
- Walter Bonatti (1930–2011) – Durchstieg die Nordwände der Drei Zinnen im Winter (1953), war an der Erstbesteigung des K2 beteiligt (1954), Solo-Begehung des Dru-Westpfeilers (1955), bestieg den Gasherbrum IV (7925 m) als Erster (1958), bestieg den Walkerpfeiler im Winter (1963)
- Joe Brown (1930–2020) – Erstbesteiger des Kangchendzönga (1955), Muztagh Tower (1956) und Trango Tower (1976). Insgesamt mehr als 100 Erstbesteigungen und Erstbegeherrouten.
- René Desmaison (1930–2007) – Über 1000 Touren in den Alpen, davon 114 Erstbegehungen. Erstbegehung des „Leichentuchs“ in der Grandes-Jorasses-Nordwand (1968), Erste Alleinbegehung des gesamten Peutereygrates, erste Begehung der Westliche-Zinne-Direkte-Nordwand.
- Toni Hiebeler (1930–1984) – Wintererstbegeher der Eiger-Nordwand (1961) und der Civetta-Nordwestwand (1963).
- Tom Hornbein (1930–2023) – Zusammen mit Willi Unsoeld legendärer Erstbegeher des Mount-Everest-Westgrats (1963), zugleich erster Überschreiter des Berges.
- Josef Larch (1930–2011) – Erstbesteiger des Gasherbrum II zusammen mit Fritz Moravec und Johann Willenpart (1956).

#### Geboren 1931–1940
- Albert Hirschbichler (1931–1959) – deutsch-österreichischer Bergsteiger. Durchkletterte die Eiger-Nordwand 1953, die 12. Begehung dieser Wand. Durchstieg u. a. die Bischofsmütze-Nordwand, die Große Zinne-Nordwand, die Civetta-Nordwestwand und die Piz-Badile-Nordostwand.
- Ray Genet (1931–1979) – Bergsteiger aus Alaska. Leitete erfolgreich um die 25 Besteigungen des Mount McKinley und war Teilnehmer der ersten Winterbesteigung im Jahre 1967. Beim Rückweg vom Gipfel des Mount Everest am 2. Oktober 1979 am Südostgrat erfroren.
- Toni Kinshofer (1934–1964) – Erste Winterüberschreitung des Karwendel-Hauptkamms, erste Winterbegehung der Eiger-Nordwand (1961), zweite Besteigung des Nanga Parbat und gleichzeitig erste Besteigung über die Diamirflanke (1962).
- Barry Bishop (1932–1994) – Unter der Leitung von Edmund Hillary zusammen mit Wally Romanes, Michael Gill (Neuseeland) sowie dem Briten Michael Ward Erstbesteigung der Ama Dablam (1961). Besteigung des Mount Everest mit der amerikanischen Everest-Expedition (1963).

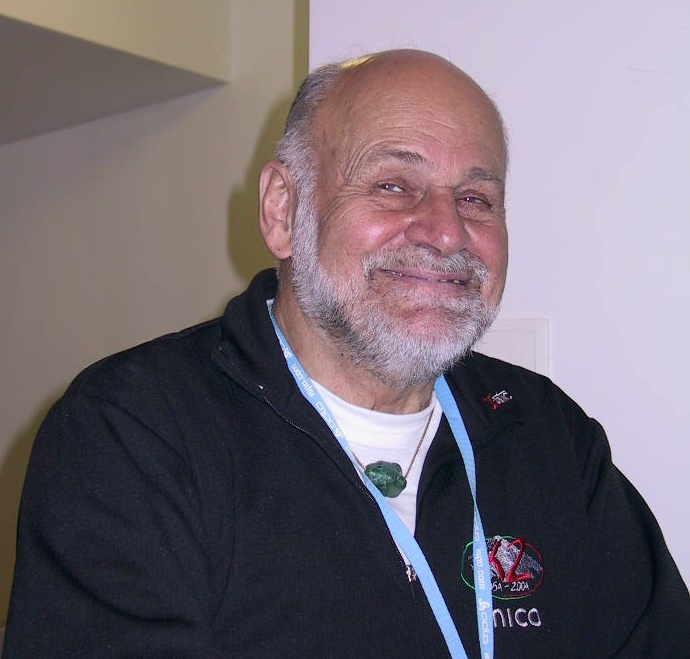
Kurt Diemberger, Erstbesteiger von zwei Achttausendern

- Kurt Diemberger (* 1932) – Durchstieg die legendäre Schaumrolle an der Königspitze (1956), durchstieg als einer der Ersten die großen drei Nordwände der Alpen (1956–1958). Er ist außerdem der einzige lebende Erstbesteiger von zwei Achttausendern (Broad Peak 1957, Dhaulagiri 1960).
- Don Whillans (1933–1985) – Erstbesteiger des Frêney-Zentralpfeilers am Mont Blanc (1961), Erstbezwinger der über 2000 m hohen Südwand am Annapurna (1970)
- Michl Dacher (1933–1994) – Bestieg u. a. zusammen mit Reinhold Messner den K2 (1979, erster Deutscher auf dem K2) und den Cho Oyu (1983).
- Dietrich Hasse (1933–2022) – Erstbegeher der Direttissima der Große-Zinne-Nordwand (1958), diverse Expeditionen, klettertechnischer Erschließer der Meteora-Felsen in Griechenland.
- Siegi Löw (1933–1962) – Erstbegeher der Direttissima der Große-Zinne-Nordwand (1958), Zweitbesteiger des Nanga Parbat (1962), kam dort beim Abstieg ums Leben.
- Chris Bonington (* 1934) – Durchstieg als erster Brite die Eiger-Nordwand (1962), Erstbesteiger des Ogre zusammen mit Doug Scott (1977), Erstbesteiger des Kongur (1980), leitete zahlreiche Expeditionen in den Himalaya.
- John Harlin (1935–1966) – Spitzenbergsteiger der frühen 60er-Jahre. Kam bei der ersten Begehung einer Direttissima-Route durch die Eiger-Nordwand ums Leben.
- Royal Robbins (1935–2017) – Schwierige Erstbegehungen im Yosemite (Nordwestwand des Half Dome 1957, Salathé-Wand am El Capitan (Kalifornien) 1961).
- Pit Schubert (1935–2024) – Gründungsmitglied des DAV-Sicherheitskreises (1968), Präsident der UIAA-Sicherheitskommission.
- Karl Golikow (1935–1972) – An der Nordostwand des Piz Badile ums Leben gekommen.
- Wang Fuzhou (1935–2015) – Erster Chinese auf dem Mount Everest, dabei Erstbegehung der Nord-Route über die Three Steps (1960). Erstbesteiger des Shishapangma.
- Lothar Brandler (1936–2016) – Extremkletterer der 1950er und 1960er Jahre, Erstbegeher der Direttissima an der Große-Zinne-Nordwand (1958), Bergfilmemacher.
- Eric Jones (* 1935) – Einer der besten Solokletterer der 1960er und 1970er Jahre; er klettere 1969 den Bonatti-Pfeiler am Petit Dru; 1982 durchstieg er solo die Eiger-Nordwand.
- Felix Kuen (1936–1974) – Bestieg den Nanga Parbat über die Rupalwand (1970), Erstbesteiger der Zuckerhut-Nordwand (1972).
- Jörg Lehne (1936–1969) – Erstbegeher der Direttissima der Große-Zinne-Nordwand (1958), erreichte 1961 am Nanga Parbat eine Höhe von 7125 m, kam am Walkerpfeiler ums Leben.
- Claudio Barbier (1938–1977) – Durchstieg 1961 an einem einzigen Tag alle fünf Nordwände der Drei Zinnen im Alleingang.
- Yvon Chouinard (* 1938) – Pionier des Extremkletterns, Erstbegeher der „North America Wall“ am El Capitan (1964), Gründer der Outdoor-Firma Patagonia.
- Marcel Ruedi (1938–1986) – Vielfacher Achttausender-Besteiger.
- Hanns Schell (* 1938) – Vierfacher Achttausender-Besteiger; Erstbesteiger mehrerer Siebentausender im Karakorum.
- Robin Smith (1938–1962) – Eröffnete in den 1950er-Jahren unter anderen die Routen Shibboleth (E2) und Yo-Yo (E1), die zu den schwersten Routen Großbritanniens gehörten; 1962 verunglückte er tödlich bei der Besteigung des Pik Garmo im Pamir.
- Ian Clough (1937–1970) – Zusammen mit Chris Bonington Erstbesteiger des zentralen Frêneypfeilers am Mont Blanc (1961) und britischer Erstbegeher der Eiger-Nordwand (1962).
- Richard Goedeke (* 1939) – Extremer Allround-Bergsteiger, Kletterführer- und Buchautor, vermutlich der Erste, der die 20 prominentesten Gipfel der Alpen bestieg.
- Gerhard Schmatz (1929–2005) – Extremer Allround-Bergsteiger, bestieg rund um die Welt die höchsten Berge, so Mount Vinson, Manaslu, Mount Everest, Hidden Peak, Cho Oyu, Shisha Pangma, Mount McKinley etc.
- Dougal Haston (1940–1977) – Erstdurchsteiger der Annapurna-Südwand (1970), Erstdurchsteiger der Mount-Everest-Südwestwand (1975), erster Begeher der Eiger-Nordwand-Direttissima (1966).

#### Geboren 1941–1950
- Sigi Hupfauer (* 1941) – Zusammen mit Gerhard Schmatz 1. Deutscher auf dem Manaslu (1973); einer der erfolgreichsten deutschen Höhenbergsteiger.
- Doug Scott (1941–2020) – 45 Expeditionen zu hohen Bergen, dabei 40 Erstbesteigungen und Erstbegehungen; Erstbesteiger des Changabang (1974), Erstdurchsteigung Mount-Everest-Südwestwand mit Dougal Haston (1975), Erstbesteiger des Ogre zusammen mit Chris Bonington (1977).
- Rolf Walter (1941–1985) – Erstbesteigung des Lhotse Shar (1970) gemeinsam mit Sepp Mayerl, Kangchendzönga W-Gipfel (1975), zahlreiche schwierigste Routen in den Westalpen, Dolomiten, Gesäuse. Kam gemeinsam mit seiner Frau Senta nach Durchsteigung des Peutereygrates in einem Wettersturz knapp unterhalb des Mont-Blanc-Gipfels ums Leben.
- Yannick Seigneur (1941–2001) – 500 Erstbegehungen, erste Winterüberschreitung des Peutereygrates (1972), bestieg mehrere Achttausender, z. B. Erstbegehung Makalu-Westpfeiler (1971).
- Peter Habeler (* 1942) – Schaffte zusammen mit Reinhold Messner die 1. Achttausender-Besteigung im Alpinstil (Hidden Peak 1975) und die 1. Besteigung des Mount Everest ohne zusätzlichen Sauerstoff (1978), machte Erstbegehungen in den Rocky Mountains, gilt als erster Europäer am El Capitan.
- Klaus Hoi (* 1942) – Einer der frühen Verfechter der freien Kletterns; ihm gelangen viele Erstbegehungen u. a. im Dachsteinmassiv und im Gesäuse; Erstbegehungen im Winter: Dachstein-Süd-Wand (1963), Dachstein-Nord-Wand (1964), Torstein-Süd-Wand (1972).
- Hugo Stelzig (* 1942) – Kongenialer Seilpartner – so der Alpenverein Graz in seinen Nachrichten 1/2012 – von Klaus Hoi, mit dem er über 500 neue Routen in die Wände des Dachsteinmassivs und denen des Gesäuses erschloss.
- Jim Bridwell (1944–2018) – Kletterlegende, über 100 Erstbegehungen im Yosemite (u. a. die erste Besteigung des El Capitan an einem Tag, 1975), war auch in Patagonien und am Mount Everest bergsteigerisch aktiv.
- Oswald Oelz (* 1943) – Alpin- und Höhenmediziner, durchstieg die drei großen Nordwände der Alpen, bestieg als Dritter die Seven Summits nach der schwierigeren Carstensz-Pyramide-Version (1990).

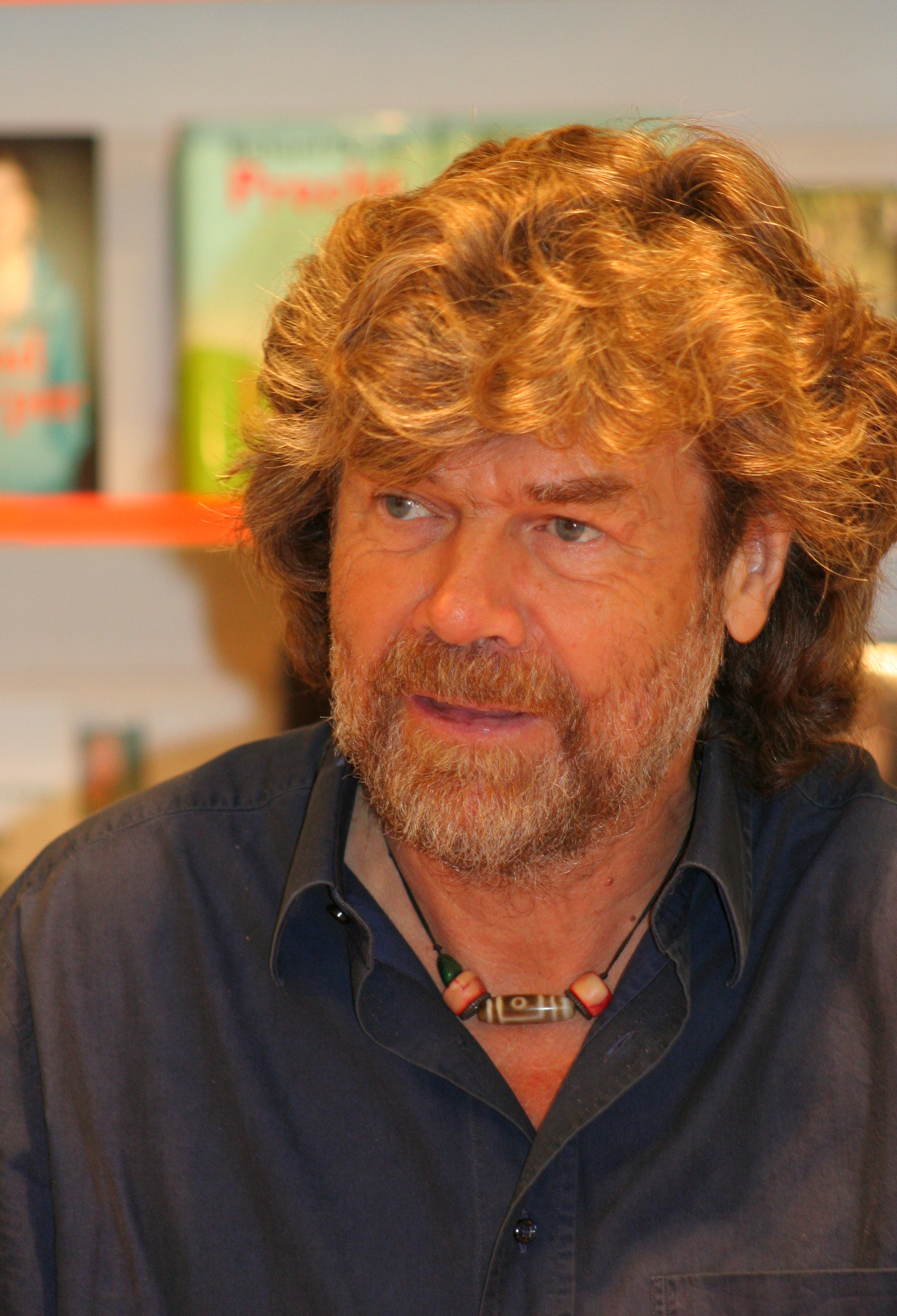
Reinhold Messner, der bekannteste Bergsteiger der Welt

- Hans Engl (* 1944) – Dritte (und zugleich erste deutsche) Besteigung des Mount Everest ohne zusätzlichen Sauerstoff (1978).
- Horst Fankhauser (* 1944) – Achttausender-Besteiger, Hüttenwirt.
- Reinhold Messner (* 1944) – Erster auf allen 14 Achttausendern, dabei zusammen mit Peter Habeler als Erster auf dem Mount Everest ohne zusätzlichen Sauerstoff (1978).
- Wolfgang Nairz (* 1944) – leitete zahlreiche Himalaya-Expeditionen, unter anderem die österreichische Expedition 1978
- Heini Holzer (1945–1977) – Freikletterpionier, Extremer Steilwand-Skifahrer. Kletterte in den 1960er Jahren schwierigste Routen zusammen mit Reinhold Messner. Fuhr 1973 als Erster mit Ski über den Biancograt ab. Kam 1977 in der Nordwand des Piz Roseg zu Tode.
- Reinhard Karl (1946–1982) – Zwischenzeitlich schnellste Begehung der Eiger-Nordwand (1969 in 1½ Tagen), Freikletterpionier. Kletterte die erste Route, die offiziell mit dem VII. Grad bewertet wurde („Pumprisse“ im Wilden Kaiser, 1977). Bestieg als erster Deutscher den Mount Everest (1978).
- Günther Messner (1946–1970) – Extremkletterer, Erstdurchsteiger der Rupalwand am Nanga Parbat mit Reinhold Messner.
- Alessandro Gogna (* 1946) – Um die 150 Erstbegehungen im Alpenraum, Buchautor, Verleger, Bergfotograf.
- Bernd Arnold (* 1947) – viele Kletter-Erstbegehungen im Elbsandsteingebirge.
- Gerhard Baur (* 1947) – Verschiedene Erstbegehungen in den Alpen; bekannt geworden vor allem durch seine vielfach preisgekrönte Arbeit als Bergfilmemacher, u. a. Filmdokumentation einer Kangchendzönga-Besteigung 1975.
- Voytek Kurtyka (* 1947) – Unternahm einige extrem schwierige Touren im Alpinstil an Achttausendern, z. B. mit Jerzy Kukuczka die erste Überschreitung der drei Broad-Peak-Gipfel (1984), 1. Begehung der Gasherbrum-IV-Westwand (1985).
- Albert Precht (1947–2015) – mehrere hundert Erstbegehungen am Hochkönig, Solo-Kletterer.
- Renato Casarotto (1948–1986) – Bestieg in einem achttägigen Alleingang den Nordnordostpfeiler des Fitz Roy (1979), bestieg den Broad-Peak-Nordgipfel als Erster (1983).
- Jerzy Kukuczka (1948–1989) – bestieg als Zweiter und oft auf neuen Routen oder im Winter alle 14 Achttausender.
- Franz Oppurg (1948–1981) – Erster Alleinbegeher des Mount Everest. Begeher vieler Touren in den Alpen, Heeresbergführer.
- Enzo Cozzolino (1948–1972) – War einer der besten Kletterer seiner Zeit und gilt als einer der „Väter“ des modernen Freikletterns.
- Ang Rita Sherpa (* 1948) – Bestieg den Mount Everest zehn Mal.
- Joe Tasker (1948–1982) – 1. Begehung der Changabang-Westwand (1976), 1. Begehung der Kangchendzönga-Nordwestseite (1978), Erstbesteigung des Kongur (1981).
- John Roskelley (* 1948) – Erstbesteiger von Gauri Sankar, Great Trango und Uli Biaho Tower. Piolet d’Or 2014 für sein Lebenswerk.
- Sergio Martini (* 1949) – Er ist der siebte Bergsteiger, der alle 14 Achttausender bestiegen hat, und nach Reinhold Messner der zweite aus Italien.
- Friedl Mutschlechner (1949–1991) – Zahlreiche schwierige Touren in den Alpen, einige Achttausender-Expeditionen.
- Jeff Lowe (1950–2018) – Gehörte um 1970 zur Kletterelite im Yosemite Valley, ca. 500 Erstbegehungen. Piolet d’Or 2017 für sein Lebenswerk.
- Charlie Porter (1950–2014) – Erstbegeher vieler Bigwalls am El Capitan; weltweit erste Grade-VII Route am Mount Asgard (Solo).
- Peter Boardman (1950–1982) – Am Everest ums Leben gekommener Funktionär und Höhenbergsteiger, u. a. Kangchendzönga und Changabang-Westwand.
- Krzysztof Wielicki (* 1950) – Bestieg als Fünfter alle 14 Achttausender (1980–1996), drei davon als Erster im Winter und weitere drei auf neuen Routen.
- Helmut Graupner – Bestieg alle Siebentausender der früheren Sowjetunion, erhielt den Schneeleopard-Orden.[9]

#### Geboren 1951–1960
- Patrick Gabarrou (* 1951) – Erstbegeher von mehr als 300 Routen, davon 20 am Mont Blanc.
- Helmut Kiene (* 1952) – Kletterte die erste Route, die offiziell mit dem VII. Grad bewertet wurde („Pumprisse“ im Wilden Kaiser, Fleischbankpfeiler, 1977). Zweite Solobegehung des gesamten Peutereygrates 1975.
- Pat Morrow (* 1952) – Bestieg als Erster die Seven Summits nach der schwierigeren Carstensz-Pyramide-Version.
- Fausto de Stefani (* 1952) – Bestieg 13 der 14 Achttausender.
- Robert Schauer (* 1953) – Bestieg insgesamt fünf Achttausender und darunter als erster Österreicher den Mount Everest.
- Wladislaw Tersyul (1953–2004) – Bestieg zwölf Achttausender, starb 2004 beim Abstieg vom Makalu.
- Kurt Albert (1954–2010) – Erfinder des Rotpunkt-Kletterns (ca. 1975), schwierige Sportklettereien in aller Welt, auch klassische Touren (z. B. Eiger-Nordwand ca. 1972).
- Carlos Buhler (* 1954) – Erster US-Amerikaner auf Kangchendzönga und Lhotse, Erstdurchsteiger der Ama-Dablam-Ostwand.
- Jon Krakauer (* 1954) – Besteiger des Mount Everest (mit zusätzlichem Sauerstoff); war bei der Everest-Katastrophe 1996 beteiligt.
- Bernd Kullman (* 1954) – Besteiger des Mount Everest (1978) in Jeans.
- Stephen Venables (* 1954) – Erster Brite, der ohne zusätzlichen Sauerstoff den Mount Everest bestieg (1988); 1983 Erstbesteigung des Kishtwar Shivling (5935 m) im indischen Kaschmir-Himalaya mit Dick Renshaw; 1990 Erstbesteigung des Mount Carse (2230 m) über den Nordwestgrat mit Brian Davison.
- Franček Knez (1955–2017) – bestritt annähernd 800 Erstbegehungen und knapp 5500 Routen in den Alpen, im Himalaya, in Patagonien, im Yosemite und den Anden. Schnellste Begehung der Eiger-Nordwand 1982, neue Routen u. a. am El Capitan, Fitz Roy, Matterhorn, Cerro Torre, Torre Egger und Trango Tower.
- Guy Lacelle (1955–2009) – Eiskletter-Pionier; er erschloss zu seiner Zeit einige der schwersten Eiskletterrouten weltweit; mehrfacher Preisträger; starb am 10. Dezember 2009 beim Bozeman Ice Festival in Montana, USA, in einer Lawine.
- Heinz Mariacher (* 1955) – Erste Rotpunktbegehung der legendären Sportkletterrouten an der Marmolata-Südwand „Weg durch den Fisch“ (IX−) und „Moderne Zeiten“ (VIII). Auch zahlreiche Solobegehungen, Pionier der modernen Freikletterbewegung, entschiedener Bohrhaken-Gegner.
- Nazir Sabir (* 1955) – erfolgreichster pakistanischer Bergsteiger, mehrfacher Achttausender-Besteiger.
- David Breashears (1955–2024) – Bergfilmer, mehrfacher Besteiger des Mount Everest,
- Hanspeter Eisendle (* 1956) – Extremer Allround-Bergsteiger, eröffnete Sportkletterrouten bis zum X. Grad, Free-Solo-Begehungen, war auch an Achttausendern, am El Capitan und in Patagonien aktiv; kletterte mit Hans Kammerlander die Ortler-Nordwand und die Große-Zinne-Nordwand und 256 km mit dem Fahrrad in 24 Std.
- Scott Fischer (1955–1996), Bergführer, kam bei der Everest-Katastrophe 1996 ums Leben.
- Mick Fowler (* 1956) – Kletterte viele extreme Himalaya-Routen mit minimaler Ausrüstung und oft solo; 1. Begehung der Changabang-Nordwand (1997), Gewinner des Piolet d’Or 2003.
- Hans Kammerlander (* 1956) – Besteiger von 12 Achttausendern, Extremer Allround-Bergsteiger, Solo-Kletterer, alle vier Matterhorn-Grate in 24 Std., Ortler-Nordwand und 256 km mit dem Rad und Große-Zinne-Nordwand in 24 Std., zwischenzeitlich schnellste Besteigung des Mount Everest sowie erste teilweise Skiabfahrt, erste Skiabfahrt Broad Peak.
- Juanito Oiarzabal (* 1956) – Bestieg als Siebter alle 14 Achttausender (1985–1999).
- Peter Athans (* 1957) – Höhenbergsteiger mit vielen Achttausender-Besteigungen; war bei der Everest-Katastrophe 1996 beteiligt.
- Patrick Berhault (1957–2004) – Führte 2001 eine Alpenlängsüberschreitung durch, wobei zahlreiche Gipfel über schwierige Wege bestiegen wurden (z. B. die drei großen Nordwände im Herbst/Winter); kam 2004 beim Versuch, alle 82 Viertausender der Alpen innerhalb eines Jahres zu besteigen, nach dem 64. Gipfel um.
- Reinhard Patscheider (1957–1998) – Stieg in weniger als fünf Stunden solo durch die Eiger-Nordwand (1983), war auch an Achttausendern aktiv. Verunglückte 1998 am Grand Combin aufgrund schlechten Wetters.
- Reinhard Schiestl (1957–1995) – Extremer Allround-Bergsteiger, zahlreiche Erst-, Solo-, Speed- und Enchaînement-Begehungen.
- Anatoli Bukrejew (1958–1997) – Mehrfacher Achttausender-Besteiger; war bei der Everest-Katastrophe 1996 beteiligt; kam während einer Winterbesteigung des Annapurna bei einem Lawinenabgang ums Leben.
- Peter Croft (* 1958) – Zahlreiche extreme Solo- und Speedklettereien, z. B. El Capitan und Half Dome an einem Tag (1986), „The Nose“ in 4:22 Std. (1992).
- Alex Lowe (1958–1999) – Allround-Bergsteiger, mehrere spektakuläre Besteigungen im Karakorum (K2 Nordwand, Great Tango Tower, Peak 4810) und viele Erstbegehungen im Yosemite.
- Heinz Zak (* 1958) – Bergfotograf und Extremkletterer, überschritt als Erster den Karwendel-Hauptkamm alleine und im Winter (36 Gipfel in drei Tagen), kletterte als Zweiter die berühmte Route „Separate Reality“ free solo (2005).
- Greg Child (* 1959) – Bestieg als Erster den Gasherbrum-IV-Nordwestgrat (1986) und den Shipton Spire (1996), bestieg den K2 ohne Flaschensauerstoff (1990).
- Beat Kammerlander (* 1959) – Durchstieg die Eiger-Nordwand im Winter (1980), beging den Mittelpfeiler am Heiligkreuzkofel solo (1981), eröffnete mit „Silbergeier“ (X) eine der schwierigsten alpinen Sportkletterrouten weltweit (1993).
- Erhard Loretan (1959–2011) – Bestieg als Dritter alle 14 Achttausender (1982–1995).
- Ed Viesturs (* 1959) – Bestieg alle 14 Achttausender (1989–2005), den Mount Everest fünf Mal.
- Götz Wiegand (* 1959) – Er bestieg u. a. Berge in der damaligen UdSSR, in der Hohen Tatra, im Himalaya: Shisha Pangma (1994), Cho Oyu (1997), Manaslu (1999) Makalu (2000), Tashi Kang (6386 m/2003), Peak Europa (6403 m/2006) als Erstbesteigung.
- Appa Sherpa (* 1960/62) – Höhenbergsteiger, Bergführer, Sirdar/Chef der einheimischen Unterstützer. Rekordhalter: Stand (Mai 2011) 21-mal auf dem Gipfel des Mt. Everest
- Eric Escoffier (1960–1998) – Bestieg Gasherbrum II, Gasherbrum I und K2 innerhalb von drei Wochen (1985), wollte noch vor Reinhold Messner alle 14 Achttausender als Erster besteigen; kehrte nach einem schweren Unfall mit halbseitiger Körperlähmung entgegen allen Erwartungen wieder zum Höhenbergsteigen zurück.
- Wolfgang Güllich (1960–1992) – Kletterte mit Action Directe die weltweit 1. Route im XI. Grad (1991).
- Norbert Joos (1960–2016) – Extremer Allround-Bergsteiger; hatte schon mit 19 Jahren die großen drei Nordwände der Alpen durchstiegen. Beging zahlreiche extreme hochalpine Routen, bestieg zusammen mit Erhard Loretan als erster Schweizer den Nanga Parbat (1982) und den K2 (1985), insgesamt 13 Achttausender.
- Silvo Karo (* 1960) – Führte weit über hundert extreme Erstbesteigungen in den Alpen, im Himalaya und in Patagonien durch (am Cerro Torre, Fitz Roy, Bhagirathi III, Mount Everest u. a.), Sportklettereien bis zum Grad 8a.
- Joe Simpson (* 1960) – Überlebte glücklich mehrere Grenzsituationen, bekannt durch Buch & Film „Sturz ins Leere“/„Touching the Void“.

#### Geboren 1961–1970
- Ralf Dujmovits (* 1961) – Erster Deutscher, der auf allen Achttausendern stand, Organisator geführter Achttausender-Touren, bisher erfolgreichster deutscher Höhenbergsteiger.
- Dave Hahn (* 1961) – Stand 14-mal auf dem Mount Everest, er ist somit Halter des Besteigungsrekords unter den Nicht-Sherpas (Stand: 2012).
- Rob Hall (1961–1996) – Bergführer, kam bei der Everest-Katastrophe 1996 ums Leben.
- Walter Laserer (* 1961) – Bestieg die Seven Summits nach der schwierigeren Carstensz-Pyramide-Version (bis 2006).
- Christophe Profit (* 1961) – Durchstieg die drei großen Nordwände der Alpen solo in nur 22 ½ Stunden (1985), und solo im Winter in 42 Stunden (1987).
- Diego Wellig (* 1961) – Mehrfacher Achttausender-Besteiger, bestieg mit Hans Kammerlander alle vier Grate des Matterhorns innerhalb von 24 Std.
- Thomas Bubendorfer (* 1962) – Zahlreiche extreme Erst- und Solobegehungen; hatte schon mit 21 Jahren die Nordwände von Eiger, Grandes Jorasses, Matterhorn und Droites allein, ohne Seil und in Rekordzeit durchstiegen; durchstieg z. B. die Eiger-Nordwand solo in unter fünf Stunden (1983).
- Carlos Carsolio (* 1962) – Jüngster Besteiger aller 14 Achttausender.
- Christoph Hainz (* 1962) – Extremer Allround-Bergsteiger, stieg in 4 ½ Stunden solo durch die Eiger-Nordwand, eröffnete schwierigste Sportkletterrouten bis zum X. Grad, kletterte die Superdirettissima der Große-Zinne-Nordwand solo im Winter in 8 Std.
- Christian Kuntner (1962–2005) – Bestieg 13 Achttausender, fuhr mit dem Fahrrad ca. 10000 km auf der Seidenstraße.
- Andreas Orgler (1962–2007) – Kletterte bereits Anfang der 80er-Jahre im VIII. Grad, weltweit ca. 250 Erstbegehungen im Fels, ca. 70 Erstbegehungen an Eisfällen, ca. 50 Soloerstbegehungen und ca. 20 Ski-Erstbefahrungen, 1995 Gewinner des Piolet d’Or. Verunglückte 2007 beim Drachenfliegen in Australien.
- Conrad Anker (* 1962) – Durchstieg mit den Huber-Brüdern und Toni Gutsch die Westwand des Latok II (1997), fand die Leiche von George Mallory (1999), durchstieg als Erster die Ostwand des Mount Vinson (2001).
- Xaver Bongard (1963–1994) – El Capitan im Yosemite-Nationalpark: Iron Hawk (5.9, A4+), Lost Amerika (5.10, A5), Sea of Dreams (5.10, A5), Jolly Roger (5.10, A5) alle als jeweilige erste Solobegehung; Erstbegehungen: Nordostpfeiler des Great Trango Towers (6b, A4+, 85° im Eis); Crack Baby (V 6) Eisfall am Zallershorn.
- Simon Yates (* 1963) – Bekannt durch Buch & Film Sturz ins Leere/Touching the Void, siehe Joe Simpson.
- Waleri Babanow (* 1964) – Zweifacher Preisträger des Piolet d’Or, Erstbesteiger des Nuptse Shar I (2004).
- Stefan Glowacz (* 1965) – Mehrfacher Sieger bei Sportkletterwettbewerben, Erstbegeher der Route „Des Kaisers neue Kleider“ (X+, 1994), eröffnete gemeinsam mit Robert Jasper am Murallón in Patagonien eine extreme Route (2005).
- Jean-Christophe Lafaille (1965–2006) – War einer der weltbesten Extrembergsteiger, bestieg elf Achttausender solo oder in Kleinstexpeditionen. Bestieg innerhalb von 16 Tagen zehn alpine Nordwände solo (1995). Bestieg den Shishapangma solo im Winter.
- Andreas „Andy“ Josef Holzer (* 1966) – Bekanntester und erfolgreichster blinder Bergsteiger.
- Thomas Huber (* 1966) – Extremkletterer („End of Silence“, X, 1994), freie Begehung der berühmten Salathé-Wall am El Capitan (8a+, 1996), 1. Durchsteigung der Latok-II-Westwand (1997), erste freie Begehung einer Route am El Capitan an einem Tag („Freerider“, 1998), zweite Besteigung des Ogre (7285 m) und Erstbesteigung des Ogre III (2001), Speedkletterer.
- Göran Kropp (1966–2002) – Fuhr mit dem Fahrrad von Schweden nach Nepal und bestieg allein und ohne zusätzlichen Sauerstoff den Mount Everest (1996).
- Christian Stangl (* 1966) – Erfolgreicher Skyrunner, durchstieg schwierige Routen an der Shisha Pangma und am Cho Oyu solo, führte die schnellste Besteigung des Mount Everest von Norden aus durch (16:42 Std.), bestieg alle Seven Summits in 58:45 Std.
- Markus Kronthaler (1967–2006) – Österreichischer Extrembergsteiger; bestieg u. a. Shisha Pangma und Broad Peak.
- Simone Moro (* 1967) – Erste nicht-polnische Winterbegehung eines Achttausenders: Shishapangma (2005), erste Winterbegehung des Makalu (2009) im Alpinstil ohne zusätzlichen Sauerstoff; ausgezeichnet mit dem UNESCO International Fair Play Award (2001) für den Verzicht auf ein eigenes Bergziel und der gewählten Rettung eines britischen Bergsteigers.
- Mauro „Bubu“ Bole (* 1968) – Extremer Allround-Bergsteiger; Matterhorn-Nordwand solo, erste Wiederholung der schwierigsten alpinen Sportkletterroute der Welt („Bellavista“, 8c), schwierigste Mixed-Klettereien bis M13.
- Alexander Huber (* 1968) – Extremkletterer (weltweit zweite Kletterroute im XI. Grad „Om“, 1992), „Open Air“ (XI+, 1996), erste Rotpunktbegehung der berühmten Salathé-Wall am El Capitan (8a+, 1995), 1. Durchsteigung der Latok-II-Westwand (1997), Cho Oyu (8188 m, 1998), Direttissima durch die Große-Zinne-Nordwand free solo (VIII, 2003), schwierigste Alpin-Sportkletterroute der Welt („Pan Aroma“ XI−, 2007), Speedkletterer.
- Robert Jasper (* 1968) – Extrembergsteiger; weltweit schwierigste Routen im Mixed-Klettern, durchstieg die drei großen Nordwände der Alpen solo und in Rekordzeiten (1991), darunter mit der Erstbegehung von Odyssee (X-/8a+) die schwierigste Route durch die Eiger-Nordwand. Schnellste Besteigung des Cerro Torre.[10]
- Luis Stitzinger (1968–2023) – Bestieg den Cho Oyu, den Gasherbrum II, den Nanga Parbat, den Dhaulagiri und den Broad Peak; erste Skiabfahrt der Jerzy Kukuczka (ab der Schulter) am K2; u. a. bestieg er den Aconcagua, den Muztagata und den Mount McKinley.
- Tomaž Humar (1969–2009) – Extrem-Höhenbergsteiger, führte ca. 1500 Touren durch, davon 70 Erstbegehungen. Kletterte im Alpinstil allein durch die Dhaulagiri-Südwand (1999). Wurde 2005 in einer beispiellosen Rettungsaktion am Nanga Parbat vor dem Tod bewahrt und starb im November 2009 nach einem Beinbruch am Langtang Lirung.
- Matthias Robl (1969–2008) – deutscher Alpinist, Leistungs-, Ski- und Höhenbergsteiger.
- Karl Unterkircher (1970–2008) – Erfolgreicher Höhenbergsteiger; bestieg u. a. Mount Everest und K2 innerhalb von nur zwei Monaten.

#### Geboren 1971–1980
- Walter Nones (1971–2010) – Expeditionsbergsteiger der 1995 den Island Peak und den Lobuche-Ostgipfel bestieg; es folgten Mount McKinley (1999) und den Aconcagua (2003); 2004 hatte er Erfolg am K2.
- Dean Potter (1972–2015) – Extremer Slackliner, Free-Solo- und Speedkletterer. Schaffte unter anderem die 3. Free-Solo-Begehung von Separate Reality.
- Stephan Siegrist (* 1972) – Zusammen mit Ueli Steck Erstbegeher der extremen Eiger-Nordwand-Route „La vida es silbar“ (bis 7b+, 2003); führte mit diesem auch die Nordwand-Trilogie (Eiger, Mönch, Jungfrau) in 25 Std. durch (2004).
- Denis Urubko (* 1973) – 15. Bergsteiger, dem die Besteigung aller 14 Achttausender gelang. Zudem schaffte er zusammen mit Simone Moro die erste Winterbesteigung des Makalu.
- Tormod Granheim (* 1974) – Bestieg 2002 den Aconcagua und fuhr per Ski über den Polengletscher ab, bestieg in einer Woche den Muztagh Ata und den Kuksay Tagh (7184 m) und fuhr auch diese mit Ski wieder ab; 2006 folgte die Besteigung des Mount Everest mit erstmaliger Skiabfahrt über das Norton-Couloir.
- Much Mayr (* 1975) – Extremkletterer, hat mehrere Bigwalls am El Capitan frei geklettert, kletterte die Franzosenführe in der Nordwand der Westlichen Zinne frei (8a+).
- Aron Ralston (* 1975) – Wurde bekannt durch eine selbst ausgeführte Handamputation, seine unglaubliche Geschichte wird im Spielfilm 127 Hours mit Hauptdarsteller James Franco erzählt. Nach seinem Unfall vollendete er noch die Besteigung aller 59 Viertausender in Colorado im Alleingang.
- Ueli Steck (1976–2017) – Solo-Kletterer, Sportkletterrouten bis 8b, Eiskletterrouten bis Schwierigkeitsgrad 11, extreme Speed-Begehungen in großen Wänden (Eiger-Nordwand[11] bis Achttausender in Asien).- Am 30. April 2017 starb er durch Absturz bei einem Rekordversuch am Berg Nuptse beim Mount Everest.
- Robert Steiner (* 1976) – Schriftsteller und Extremkletterer; überlebte 1997 einen spektakulären Bergunfall an den Grandes Jorasses, der zu seinem ersten Buch führte.
- Roger Schäli (* 1978) – Diverse Erstbegehungen, unter anderem die Magic Mushroom an der Eiger-Nordwand, Taku Tower in Alaska.
- Pemba Dorjee Sherpa (* 1978?) – Schnellste Besteigung des Mount Everest über die Südroute in 8:10 Std. (2004).

#### Geboren 1981–1990
- Nirmal Purja (* 1983) – Bestieg zwischen dem 23. April und 29. Oktober 2019, das heißt innerhalb von 189 Tagen alle 14 Achttausender, und als erster Mensch den Mount Everest, den Lhotse und den Makalu in weniger als 48 Stunden.
- Peter Ortner (* 1983) – Erste freie Begehung der „Kompressor Route“ am Cerro Torre mit David Lama. Bezwinger des Trango Tower (6251 m) über die schwierige Route Eternal Flame (IX+/X-). Erste erfolgreiche Begehung der Chogolisa (7668 m) seit 1986 mit David Lama.
- Dani Arnold (* 1984) – Zweitschnellste Solo-Besteigung der Eiger-Nordwand in 2:28 Std. (2011) sowie schnellste Begehung des Salbitschijen-Westgrats in 1:35 Std.
- David Lama (1990–2019) – Erste freie Begehung der „Kompressor Route“ am Cerro Torre mit Peter Ortner (2012). Erstbegehung der zentralen Headwall an der 1500 Meter hohen Ostwand des Moose’s Tooth in Alaska mit Dani Arnold (2013).

### Frauen

#### Geboren vor 1800

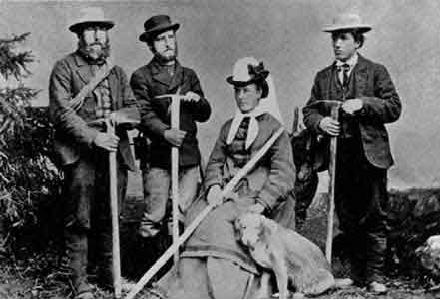
Margaret Claudia Brevoort und die Hündin Tschingel in prominenter Gesellschaft (links außen Christian Almer, rechts William Coolidge)

- Marie Paradis (1778–1839) – Die erste Frau auf dem Mont Blanc (1808).
- Henriette d’Angeville (1794–1871) – Die zweite Frau auf dem Mont Blanc (1838).

#### Geboren 1800–1899
- Margaret Claudia Brevoort (1825–1876) – Wintererstbegehungen von Wetterhorn und Jungfrau (1874); ihre Hündin Tschingel wurde, im Gegensatz zu ihr, als Ehrenmitglied in den Alpine Club aufgenommen.[12]
- Lucy Walker (1836–1916) – Die erste Frau auf dem Matterhorn (1871).
- Isabella Straton (1838–1918) – britische Bergsteigerin, der die erste Winterbegehung des Mont Blanc gelang.
- Annie Smith Peck (1850–1935) – Bestieg 1895 das Matterhorn, 1908 den Huascarán (galt damals mit geschätzten 7300 m als höchster Berg Südamerikas) und hielt bis zu dessen Höhenrevidierung den Höhenrekord für weibliche Bergsteiger, 1911 erstieg sie mit bereits 61 Jahren den Coropuna.
- Jeanne Immink (1853–1929) – Die erste Frau, die im IV. Grad kletterte.
- Beatrice Tomasson (1859–1947) – Erstbegeherin der Marmolata-Südwand.
- Elizabeth Alice Hawkins-Whitshed (1860–1934)[13] /61[14] – Bestieg als erste Frau die Aiguille du Tour, den Col du Chardonnet und andere bedeutende Berge im Winter.
- Ilona und Rolanda von Eötvös (1880–1945 und 1878–1953) – Erstbegeherinnen der Südwände von Tofana di Rozes und Grohmannspitze
- Eleonore Noll-Hasenclever (1880–1925) – deutsche Bergsteigerin, bestieg 21 Viertausender
- Hettie Dyhrenfurth (1892–1972) – stellte 1934 mit der Besteigung des Sia Kangri (7315 m) einen Höhenweltrekord für Frauen auf, der 20 Jahre Bestand hatte.

#### Geboren 1900–1950
- Paula Wiesinger (1907–2001) – Bergsteigerin und Bergführerin mit vielen Erstbegehungen in den Dolomiten, führte Touren im VI. Grad.
- Loulou Boulaz (1908–1991) – Schweizer Extrembergsteigerin, durchstieg die Eigernordwand und nahm an Expeditionen in den Kaukasus und Himalaya teil.
- Betty Favre (1918–1977) – Erstbesteigerin im Gotthardgebiet (z. B. Salbitschijen)
- Claude Kogan (1919–1959) – Stellte 1954 mit 7800 m den Höhenrekord für Frauen auf. Leitete 1959 die erste reine Frauenexpedition im Himalaya. Kam am Cho Oyu ums Leben.
- Monica Jackson (1920–2020) – Teil der ersten rein weiblichen Expedition in das Jugal Himal im Himalaya
- Elizabeth Stark (1923–2000) – Teil der ersten rein weiblichen Expedition in das Jugal Himal im Himalaya
- Helma Schimke (1926–2018) – Eine der besten Bergsteigerinnen der 1950er- und 1960er-Jahre. Kletterte im VI. Grad.
- Evelyn McNicol (1926–2021) – Teil der ersten rein weiblichen Expedition in das Jugal Himal im Himalaya
- Yvette Vaucher (1929–2023) – erste Frau am Matterhorn, erste weibliche Fallschirmspringerin der Schweiz.
- Jekaterina Mamlejewa (* 1930) – Erste sowjetische 7000erin.
- Daisy Voog (* 1932) – erste Frauenbesteigung der Eiger-Nordwand 1964.
- Simone Badier (1936–2022) – französische Bergsteigerin, die als eine der Ersten den 6. Grad beherrschte
- Junko Tabei (1939–2016) – Erste Frau auf dem Mount Everest (1975) und erste Frau, die die Seven Summits bestieg (1992).
- Hannelore Schmatz (1940–1979) – Erste Deutsche auf dem Mount Everest (1979), kam beim Abstieg ums Leben.
- Wanda Rutkiewicz (1943–1992) – Durchstieg die Eiger-Nordwand (1973) und stand acht Mal auf dem Gipfel eines Achttausenders.
- Beverly Johnson (1947–1994) – Mit Sybille Hechtel, erste Frauenseilschaft am El Capitan (Tripple-Direct, 1973) und erste Solobegehung einer Frau am El Capitan (Dihedral Wall, 1978).

#### Geboren ab 1950
- Renata Rossi (* 1953) – 1984 wurde sie die erste Bergführerin Italiens.
- Sandy Hill (ex Sandy Hill Pittman) (* 1955) – Bestieg die Seven Summits, bestieg als 34. Frau den Mount Everest (1996), betrieb bei ihren Unternehmungen immer einen riesigen Pressetrubel (z. B. durch Internet-Liveschaltungen).
- Barbara Hirschbichler (* 1959) – Kletterte als erste Deutsche die Grade IX+ (1989), X− (1993) und X (1994), unzählige extreme Touren in den Alpen und in den Anden, bestieg den Cho Oyu ohne Sherpa-Hilfe (1998) sowie den Gasherbrum II (2000).
- Gudrun Weikert (* 1959) – erste deutsche Bergführerin, Vorsitzende der deutschen Ausbildungskommission für Berg- und Schiführer
- Catherine Destivelle (* 1960) – Vielfache Siegerin bei Kletterwettkämpfen, erste Frau im Schwierigkeitsgrad 8a+ (1990), Solo-Durchsteigerin der vier großen Alpenwände.
- Lynn Hill (* 1961) – Eine der besten Sportkletterinnen aller Zeiten, vielfache Siegerin bei Kletterwettkämpfen, wurde durch die erste freie Begehung von „The Nose“ am El Capitan berühmt (1993).
- Pasang Lhamu (1961–1993) – Stand 1993 als erste Sherpani und Nepalesin auf dem Mount Everest; sie starb auf dem Weg ins Basislager an Erschöpfung; in Nepal wird sie als Nationalheldin verehrt; sie wurde postum mit dem „Nepal Tara“, der höchsten Auszeichnung des Landes, ausgezeichnet.
- Nives Meroi (* 1961) – Italienische Bergsteigerin, die bislang 11 Achttausender erstieg und damit zu den zurzeit drei erfolgreichsten Höhenbergsteigerinnen zählt.
- Alison Hargreaves (1962–1995) – Durchstieg die Eiger-Nordwand, als sie im sechsten Monat schwanger war, durchstieg alle sechs großen Alpen-Nordwände solo (1993), war die erste Frau, die den Mount Everest und den K 2 allein und ohne zusätzlichen Sauerstoff bestieg (1995).
- Ines Božič Skok (* 1962) – Durchstieg mehr als 500 schwierige Routen in Slowenien, in den Dolomiten, den Zentral- u. Westalpen und den USA. Stand als zweite Frau auf dem Gipfel des Cerro Torre.
- Chantal Mauduit (1964–1998) – Bezwang als erste Frau den Lhotse und dies ohne zusätzlichen Sauerstoff und im Soloaufstieg. Erreichte weitere sechs Achttausender.
- Oh Eun-sun (* 1966) – Bestieg als erste Frau alle Achttausender und zählt damit zu den erfolgreichsten Höhenbergsteigerinnen.
- Evelyne Binsack (* 1967) – Schweizer Extrem-Bergsteigerin, Bergführerin, Abenteurerin, Helikopterpilotin, Referentin und Buchautorin.
- Gerlinde Kaltenbrunner (* 1970) – Bestieg als Dritte alle Achttausender, als Erste ohne zusätzlichen Sauerstoff und zählt damit zu den zurzeit erfolgreichsten Höhenbergsteigerinnen.
- Daniela Jasper (* 1971) – Extrembergsteigerin. U.a. Erstbegehung von Vol de Nuit am Mont Blanc du Tacul (M8-) und Betablock Super (Eisklettern am größten Wasserfall der Schweiz, WI7). Durchstieg die Eiger-Nordwand auf vier verschiedenen Routen (Rekord bei den Frauen).[15]
- Alix von Melle (* 1971) – Erfolgreichste deutsche Höhenbergsteigerin; bestieg den Cho Oyu, den Gasherbrum II, den Nanga Parbat, den Dhaulagiri und den Broad Peak; weiterhin bestieg sie den Aconcagua, den Muztagata, den Mount McKinley und andere.
- Steph Davis (* 1973) – Eine der besten free-solo Kletterinnen der Welt. Erste freie Begehung des Freeraiders und der Salathé (El Capitan)
- Edurne Pasaban (* 1973) – Spanische Bergsteigerin, bestieg als Zweite alle Achttausender und zählt damit zu den zurzeit erfolgreichsten Höhenbergsteigerinnen.
- Ines Papert (* 1974) – Erfolgreichste Eiskletterin der Welt.
- Cecilie Skog (* 1974) – Erste Frau die den Explorer Grand Slam (Nordpol, Südpol und die Seven Summits) vollendete; erste Norwegerin auf einem Achttausender (2003: Cho Oyu).
- Alexandra Robl (* 1975) – Alpinistin, Leistungs-, Ski- und Höhenbergsteigerin.
- Joëlle Brupbacher (1978–2011) – erste Schweizer Höhenbergsteigerin, die fünf der weltweit 14 Achttausender bestiegen hat.
- Marlies Czerny (* 1986) – Hat als vermutlich erste Frau alle 82 4000er der Alpen bestiegen.
- Laura Tiefenthaler (* 1996) – bekam 2023 den Paul-Preuss-Preis für herausragende Leistung im Gebirge als Lebensleistung

## Alphabetische Auflistung (Männer und Frauen)

### A
- Albert, Kurt (1954–2010)
- Almberger, Walter (* 1933)
- Almer, Christian (1826–1898)
- Anderegg, Melchior (1828–1914)
- Angeville, Henriette d’ (1794–1871)
- Ampferer, Otto (1875–1947)
- Anker, Conrad (* 1962)
- Arnold, Bernd (* 1947)
- Arnold, Dani (* 1984)
- Aschenbrenner, Peter (1902–1998)
- Aste, Armando (1926–2017)
- Athans, Peter (* 1957)
- Auckenthaler, Matthias (1906–1936)
- Aufschnaiter, Peter (1899–1973)

### B
- Babanow, Waleri (* 1964)
- Badier, Simone (1936–2022)
- Balmat, Jacques (1762–1834)
- Barbier, Claudio (1938–1977)
- Barth, Hermann von (1845–1876)
- Bass, Richard („Dick“) (1926–2015)
- Bauer, Paul (1896–1990)
- Baur, Gerhard (* 1947)
- Behm, Thomas (* 1971)
- Berhault, Patrick (1957–2004)
- Bishop, Barry (1932–1994)
- Blodig, Karl (1859–1956)
- Boardman, Peter (1950–1982)
- Bole, Mauro (* 1968)
- Boulaz, Loulou (1908–1991)
- Bonatti, Walter (1930–2011)
- Bongard, Xaver (1963–1994)
- Bonington, Chris (* 1934)
- Božič Skok, Ines (* 1962)
- Brandler, Lothar (1936–2016)
- Breashears, David (1955–2024)
- Brevoort, Margaret Claudia (1825–1876)
- Bridwell, Jim (1944–2018)
- Brupbacher, Joëlle (1978–2011)
- Bubendorfer, Thomas (* 1962)
- Buchenauer, Liselotte (1922–2003)
- Buhl, Hermann (1924–1957)
- Buhler, Carlos (* 1954)
- Bukrejew, Anatoli (1958–1997)

### C
- Carlesso, Raffaele (1908–2000)
- Carrington, Rab (* 1947)
- Carsolio, Carlos (* 1962)
- Casarotto, Renato (1948–1986)
- Cassin, Riccardo (1909–2009)
- Cesen, Tomo (* 1959)
- Charlet-Straton, Jean-Estéril (1840–1925)
- Chicken, Lutz (1915–2011)
- Child, Greg (* 1959)
- Chouinard, Yvon (* 1938)
- Clough, Ian (1937–1970)
- Comici, Emilio (1901–1940)
- Compagnoni, Achille (1914–2009)
- Compton, Edward Theodore (1849–1921)
- Coolidge, W. A. B. (1850–1926)
- Couzy, Jean (1923–1958)
- Croft, Peter (* 1958)
- Croz, Michel Auguste (1830–1865)

### D
- Dacher, Michl (1933–1994)
- Davis, Steph (* 1973)
- Desmaison, René (1930–2007)
- Destivelle, Catherine (* 1960)
- Dibona, Angelo (1879–1956)
- Diemberger, Kurt (* 1932)
- Diener, Peter (* 1929)
- Dimai, Angelo (1819–1880)
- Dimai, Angelo (jun.) (1900–1985)
- Dimai, Giuseppe (1903–1946)
- Dülfer, Hans (1892–1915)
- Dujmovits, Ralf (* 1961)
- Dyhrenfurth, Günter (1886–1975)
- Dyhrenfurth, Hettie (1892–1972)

### E
- Egger, Toni (1926–1959)
- Eisendle, Hans-Peter (* 1956)
- Eller, Rudl (1882–1977)
- Engl, Hans (* 1944)
- Ennemoser, Alois ?
- Eötvös, Ilona und Rolanda von
(1880–1945 und 1878–1953)
- Ertl, Hans (1908–2000)
- Escoffier, Eric (1960–1998)
- Whymper, Edward (1840–1911)

### F
- Fankhauser, Horst (* 1944)
- Favre, Betty (1918–1977)
- Fehrmann, Rudolf (1886–1948)
- Fiechtl, Hans (1884–1925)
- Fischer, Scott (1955–1996)
- Fowler, Mick (* 1956)

### G
- Gabarrou, Patrick (* 1951)
- Gervasutti, Giusto (1909–1946)
- Glowacz, Stefan (* 1965)
- Goedeke, Richard (* 1939)
- Göschl, Gerfried (1972–2012)
- Gogna, Alessandro (* 1947)
- Granheim, Tormod (* 1974)
- Graßler, Ludwig (1925–2019)
- Grill, Johann „Kederbacher“ (1835–1917)
- Grohmann, Paul (1838–1908)
- Güllich, Wolfgang (1960–1992)
- Güßfeldt, Paul (1840–1920)
- Graupner, Helmut

### H
- Hudson, Charles (1828–1865)
- Hawkins-Whitshed, Elizabeth Alice (1860/61–1934)
- Habeler, Peter (* 1942)
- Hainz, Christoph (* 1962)
- Hahn, Dave (* 1961)
- Hahn, Otto (1879–1968)
- Hall, Rob (1961–1996)
- Hargreaves, Alison (1962–1995)
- Harlin II, John (1935–1966)
- Harpprecht, Theodor (1841–1885)
- Harrer, Heinrich (1912–2006)
- Hasse, Dietrich (1933–2022)
- Haston, Dougal (1940–1977)
- Heckmair, Anderl (1906–2005)
- Hepp, Günther (1909–1937)
- Herzog, Maurice (1919–2012)
- Herzog, Otto (1888–1964)
- Hiebeler, Toni (1930–1984)
- Hill, Lynn (* 1961)
- Hill, Sandy (ex Sandy Hill Pittman) (* 1955)
- Hillary, Edmund (1919–2008)
- Hinterstoißer, Anderl (1914–1936)
- Hirschbichler, Albert (1931–1959)
- Hirschbichler, Barbara (* 1959)
- Hoi, Klaus (* 1942)
- Holzer, Andreas „Andy“ Josef (* 1966)
- Holzer, Heini (1945–1977)
- Horeschowsky, Alfred (1895–1987)
- Hornbein, Tom (1930–2023)
- House, Steve (* 1970)
- Houston, Charles (1913–2009)
- Huber, Alexander (* 1968)
- Huber, Thomas (* 1966)
- Humar, Tomaž (1969–2009)
- Hupfauer, Sigi (* 1941)

### I
- Ichac, Marcel (1906–1994)
- Imboden, Josef (1840–1925)
- Immink, Jeanne (1853–1929)
- Inderbinen, Ulrich (1900–2004)
- Irvine, Andrew (1902–1924)

### J
- Jackson, Monica (1920–2020)
- Jahn, Gustav (1879–1919)
- Jasper, Daniela (* 1971)
- Jasper, Robert (* 1968)
- Jöchler, Sepp (1923–1994)
- Johnson, Beverly (1947–1994)
- Jones, Eric (* 1935)
- Joos, Norbert (1960–2016)

### K
- Kain, Konrad (1883–1934)
- Kaltenbrunner, Gerlinde (* 1970)
- Kammerlander, Beat (* 1959)
- Kammerlander, Hans (* 1956)
- Karl, Reinhard (1946–1982)
- Davo Karničar (1962–2019)
- Karo, Silvo (* 1960)
- Kasparek, Fritz (1910–1954)
- Kauk, Ron (* 1957)
- Kiene, Helmut (* 1952)
- Kinshofer, Toni (1934–1964)
- Knez, Franček (1955–2017)
- Knubel, Josef (1881–1961)
- Knubel, Peter (1832–1919)
- Kobusch, Jost (* 1992)
- Kogan, Claude (1919–1959)
- Krakauer, Jon (* 1954)
- Kronthaler, Markus (1967–2006)
- Kropp, Göran (1966–2002)
- Kuen, Felix (1936–1974)
- Kukuczka, Jerzy (1948–1989)
- Kullmann, Bernd (* 1954)
- Kuntner, Christian (1962–2005)
- Kurtyka, Voytek (* 1947)
- Kurz, Toni (1913–1936)

### L
- Francesco Lacedelii (1796–1886)
- Lacedelli, Lino (1925–2009)
- Lacelle, Guy (1955–2009)
- Lachenal, Louis (1921–1955)
- Lafaille, Jean-Christophe (1965–2006)
- Lammer, Eugen Guido (1863–1945)
- Lama, Pasang Dawa (1912–1982)
- Langes, Gunther (1899–1972)
- Larch, Josef (1930–2011)
- Laserer, Walter (* 1961)
- Lehne, Jörg (1936–1969)
- Livanos, Georges (1923–2007)
- Lochmatter, Josef (1872–1915)
- Lochmatter, Franz Josef (1825–1897)
- Lochmatter Josef Marie (1833–1882)
- Löw, Siegi (1933–1962)
- Loretan, Erhard (1959–2011)
- Lowe, Alex (1958–1999)
- Lowe, Jeff (1950–2018)
- Lukan, Karl (1923–2014)
- Lunn, Arnold (1888–1974)

### M
- Maestri, Cesare (1929–2021)
- Magnone, Guido (1917–2012)
- Mallory, George (1886–1924)
- Mariacher, Heinz (* 1955)
- Martini, Sergio (* 1949)
- Mauduit, Chantal (1964–1998)
- Mayerl, Sepp (* 1937)
- Mayr, Much (* 1975)
- Mazeaud, Pierre (* 1929)
- McNicol, Evelyn (1926–2021)
- Melle, Alix von (* 1971)
- Merkl, Willy (1900–1934)
- Merlet, Erwin (1886–1939)
- Merzbacher, Gottfried (1843–1926)
- Messner, Günther (1946–1970)
- Messner, Reinhold (* 1944)
- Meutzner, Frank (* 1965)
- Miller, Fritz (* 1984)
- Moravec, Fritz (1922–1997)
- Moro Simone (* 1967)
- Morrow, Pat (* 1952)
- Mummery, Albert (1855–1895)
- Mutschlechner, Friedl (1949–1991)

### N
- Naglich, Axel (* 1968)
- Nairz, Wolfgang (* 1944)
- Naus, Josef (1793–1871)
- Nones, Walter (1971–2010)
- Noll-Hasenclever, Eleonore (1880–1925)
- Norman-Neruda, Ludwig (1864–1898)

### O
- Oelz, Oswald (* 1943)
- Oiarzabal, Juanito (* 1956)
- Ollier, César (1865–1930)
- Oppurg, Franz (1948–1981)
- Orgler, Andreas (1962–2007)

### P
- Paccard, Michel-Gabriel (1757–1827)
- Pallavicini, Alfred von (1848–1886)
- Papert, Ines (* 1974)
- Paradis, Marie (1778–1839)
- Pasang Lhama (1961–1993)
- Patscheider, Reinhard (1957–1998)
- Pause, Walter (1907–1988)
- Payer, Julius von (1841–1915)
- Peristi, Vinzenz (1909–1943)
- Perry-Smith, Oliver (1884–1969)
- Peters, Rudolf „Rudl“ (1913–2008)
- Petrarca, Francesco (1304–1374)
- Pfann, Hans (1873–1958)
- Piaz, Giovanni „Tita“ (1879–1948)
- Pichler, Josef (1765–1854)
- Pock, Julius (1840–1911)
- Pollinger, Alois (1844–1910)
- Porter, Charlie (1950–2014)
- Potter, Dean (1972–2015)
- Precht, Albert (1947–2015)
- Preuß, Paul (1886–1913)
- Prezelj, Marko (* 1965)
- Paul Pritchard (* 1967)
- Profit, Christophe (* 1961)
- Prusik, Karl (1896–1961)
- Purtscheller, Ludwig (1849–1900)

### R
- Rabanser, Ivo (* 1970)
- Rainer, Kuno (1915–1993)
- Ralston, Aron (* 1975)
- Rasp, Franz (1939–1988)
- Rebitsch, Mathias (1911–1990)
- Redwitz, Wilhelm von (1888–1949)
- Rebuffat, Gaston (1921–1985)
- Richards, Dorothy Pilley (1894–1986)
- Rittler, Leo (1907–1931)
- Rizzi, Luigi (1869–1949)
- Robbins, Royal (1935–2017)
- Robl, Alexandra (* 1975)
- Robl, Matthias (1969–2008)
- Roiss, Heinrich (1927–1959)
- Rossi, Renata (* 1953)
- Roskelley, John (* 1948)
- Ruedi, Marcel (1938–1986)
- Rutkiewicz, Wanda (1943–1992)

### S
- Sabir, Nazir (* 1955)
- Santner, Johann (1840–1912)
- Schäli, Roger (* 1978)
- Schatajewa, Elwira (1938–1974)
- Schauer, Robert (* 1953)
- Schell, Hanns (* 1938)
- Schiestl, Reinhard (1957–1995)
- Schimke, Helma (1926–2018)
- Schlagintweit, Adolph (1829–1857)
- Schlagintweit, Hermann von (1826–1882)
- Schlagintweit, Robert von (1833–1885)
- Schließler, Martin (1929–2008)
- Schlömmer, Leo (* 1936)
- Schmatz, Gerhard (1929–2005)
- Schmatz, Hannelore (1940–1979)
- Schmid, Franz Xaver (1905–1992)
- Schmid, Toni (1909–1932)
- Schmuck, Marcus (1925–2005)
- Schoening, Pete (1927–2004)
- Scholz, Peter (1943–1972)
- Schubert, Pit (1935–2024)
- Schulze, Adolf (1880–1971)
- Schuster, Oscar (1873–1917)
- Schwanda, Hans (1904–1983)
- Scott, Doug (1941–2020)
- Seigneur, Yannick (1941–2001)
- Sella, Vittorio (1859–1943)
- Sherpa, Ang Rita (* 1948)
- Sherpa, Appa (* 1960/62)
- Sherpa, Pemba Dorjee (* 1978?)
- Sherpa, Tenzing Norgay (1914–1986)
- Siegrist, Stephan (* 1972)
- Siffredi, Marco (1979–2002)
- Simpson, Joe (* 1960)
- Siorpaes, Santo (1832–1900)
- Skog, Cecilie (* 1974)
- Smith, Robin (1938–1962)
- Smith Peck, Annie (1850–1935)
- Solleder, Emil (1899–1931)
- Specht, Joseph Anton (1828–1894)
- Spitzenstätter, Walter (* 1940)
- Stangl, Christian (* 1966)
- Stanic, Valentin (1774–1847)
- Stark, Elizabeth (1923–2000)
- Steck, Ueli (1976–2017)
- Stefani, Fausto de (* 1952)
- Steger, Hans (1907–1989)
- Steinberger, Stephan (1833–1905)
- Steiner, Franz (1884–1965)
- Steiner, Georg „Irg Steiner“ (1885–1972)
- Steiner, Johann (1848–1907)
- Steiner, Robert (* 1976)
- Stelzig, Hugo (* 1942)
- Stephen, Leslie (1832–1904)
- Stitzinger, Luis (1968–2023)
- Straton, Isabella (1838–1918)
- Strickler, Alois (1924–2019)
- Studer, Gottlieb Samuel (1804–1890)

### T
- Tabei, Junko (1939–2016)
- Tasker, Joe (1948–1982)
- Terray, Lionel (1921–1965)
- Tersyul, Wladislaw (1953–2004)
- Thurwieser, Karl (1789–1865)
- Tichy, Herbert (1912–1987)
- Tomasson, Beatrice (1859–1947)
- Trenker, Luis (1892–1990)
- Tyndall, John (1820–1893)

### U
- Unsoeld, Willi (1926–1979)
- Unterkircher, Karl (1970–2008)
- Urubko, Denis (* 1973)

### V
- Toni Valeruz (* 1951)
- Vanis, Erich (1928–2004)
- Vaucher, Yvette (1929–2023)
- Venables, Stephen (* 1954)
- Viesturs, Ed (* 1959)
- de Ville, Antoine (1450–1504)
- Vinatzer, Batista (1912–1993)
- Vörg, Ludwig (1911–1941)
- Voog, Daisy (* 1932)
- Vallejo, Iván (* 1959)

### W
- Wagner, Helmut (* 1939)
- Walker, Lucy (1836–1916)
- Walter, Rolf (1941–1985)
- Wang Fuzhou (1935–2015)
- Wellig, Diego (* 1961)
- Welzenbach, Willo (1899–1934)
- Whillans, Don (1933–1985)
- Whittaker, Jim (* 1929)
- Wiedmann, Otti (* 1935)
- Wiegand, Götz (* 1959)
- Wieland, Ulrich (1902–1934)
- Wielicki, Krzysztof (* 1950)
- Wiesinger, Paula (1907–2001)
- Wiessner, Fritz (1900–1988)
- Winkler, Georg (1869–1888)
- Wintersteller, Fritz (1927–2018)
- Whymper, Edward (1840–1911)
- Wohlleben, Michi (* 1990)

### Y
- Yates, Simon (* 1963)

### Z
- Zak, Heinz (* 1958)
- Zsigmondy, Emil (1861–1885)
- Zumtaugwald, Johannes (1826–1900)
- Zurbriggen, Matthias (1856–1917)